# Église Saint-Pierre de Prades
Pour les articles homonymes, voir Église Saint-Pierre.
L'église Saint-Pierre de Prades est l'église paroissiale catholique de Prades, dans le département des Pyrénées-Orientales, en France. D'origine romane, comme l'atteste son clocher , l'église est reconstruite aux XVIIe et XVIIIe siècles. Elle doit sa renommée au retable de saint Pierre réputé le plus grand retable baroque de France et à la richesse de son trésor.

## Localisation
L'église est située au cœur de l'ancienne région du Conflent dans le département français des Pyrénées-Orientales, au centre des vieux quartiers de la sous-préfecture de Prades. Elle s'inscrit avec son parvis et la place de la République, dans un ilot arrondi,.

## Historique
Entre 843 et 848 le marquis de Gothie Sunifred donne sa villa de Prades (Prata) qu'il tient de Charles le Chauve à l'Abbaye de Lagrasse nouvellement fondée. Le cœur de la ville et l'église en son centre restent une dépendance de l'abbaye jusqu'à la révolution. Dès 870 un document évoque Prades et ses églises, un faux de 855 datant probablement de 1030 cite l'église Saint Pierre. Elle est de nouveau mentionnée dans une bulle du pape Grégoire IX de 1228. S'il ne reste rien de l'église du Haut Moyen Âge, sa reconstruction est entreprise au XIIe siècle, le noyau initial de l'habitat de Prades se constitue dans le périmètre autour de l'église probablement entouré de fortifications, le cadastre actuel est le fossile de ce village ecclésial initial.

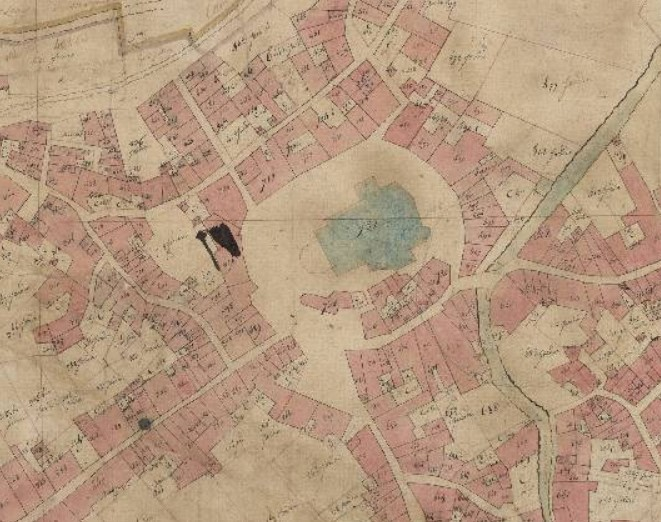
Saint Pierre et le cœur de la ville, cadastre napoléonien (1807)

Probablement reconstruite au XIIe siècle avec son clocher de type lombard qui seul subsiste de cette époque avec une partie du mur sud et du chevet, elle voit au XIVe le haut de son clocher démantelé avec les fortifications de l'enclos en représailles de la compromission de la ville, en 1349 la reconstruction est autorisée. Au XVe siècle elle est considérée comme un prieuré.
L'augmentation de la population rend l'édifice trop exigu à la fin du XVIe siècle et dès ce moment des celliers sont repris et détruits par la communauté urbaine. En 1605 l'emplacement de la nouvelle église est délimité par l'évêque d'Elne et les travaux commencent en 1606 (date de la première pierre) pour s'achever par la façade occidentale, la porte est datée de 1668. Le grand retable est commandé par les consuls de la ville et réalisé en trois ans de 1696 à 1699. Au XVIIIe siècle deux chapelles prolongent la croisée de chaque côté en 1735 et 1749, une pierre mentionne cette date dans le transept nord,,.
La façade occidentale est ornée au début du XXe siècle d'une série d'arcades provenant du cloître de l'abbaye Saint-Michel de Cuxa toute proche offertes par l'artiste George Grey Barnard en 1913 sous la condition qu'elles soient installées là. Il achète et collectionne de nombreux éléments architecturaux de Saint-Michel de Cuxa et de trois autres monastères Saint-Guilhem-le-Désert, Bonnefont-en-Comminges, Trie-en-Bigorre sur place ou déjà dispersés chez différents propriétaires; la majorité de sa collecte malgré la protection récente des monuments historiques part pour New-York où elle constituera le noyau de la collection du musée The Cloisters du Metropolitan Museum of Art. Dans les années cinquante le cloître de Saint-Michel de Cuxa est reconstruit avec les éléments qui ont pu être récupérés.
L'édifice est classé au titre des monuments historiques en 1948.

## Description
L'édifice actuel, de style gothique malgré son époque de construction, est de dimensions imposantes : 43 mètres de long pour 13 mètres de large et 17 mètres de haut. D'aspect austère et massif avec peu d'ouvertures son apparence contraste avec la richesse et les dorures du décor et du mobilier à l'intérieur. L'église est orientée, elle est formée d'une nef unique à cinq travées flanquée entre chaque contrefort de chapelles latérales, d'un transept court prolongé au XVIIIe siècle de chaque côté par une chapelle et d'un chœur carré, un peu plus étroit que la nef à une travée et à chevet droit. Le clocher carré roman flanque le mur sud de la nef.

### Extérieur
La façade occidentale sans décor ni ornement et le parvis donnent sur la vaste place de la République avec sa fontaine, seul grand espace restant de l'ilot ecclésial. La porte est surmontée d'une statue de saint Pierre dans une niche et plus haut d'un oculus.
Sur le côté sud s'élève le clocher, de style roman, du XIIe siècle, d'environ 30 mètres de haut. La tour est divisée en cinq niveaux séparés par des arcatures et des lésènes. Seuls les trois derniers niveaux sont percés de baies géminées, les deux niveaux inférieurs ayant à soutenir le poids de la tour. Le sommet surmonté d'une flèche en pyramide tronquée à huit pans, est daté de 1852, la différence d'appareil contraste avec les pierres soigneusement appareillées de l'époque romane. Surmonté d'un campanile, le clocher bénéficie de restaurations importantes qui se terminent en 2019 avec la nouvelle pose de la grosse cloche  de 850 Kg, XVIIe, réparé par Bodet campanaire,. Le mur méridional des travées entre la façade occidentale et le clocher possède encore deux baies romanes en plein cintre, l'une étant obstruée; cette construction datée du XIIe peut correspondre à un reste du mur méridional de la nef romane. L'accès à la visite du trésor de l'église se fait par une porte au niveau du clocher. Au sud du chevet une chapelle carrée se terminant par une abside arrondie a son pendant côté nord, elle intègre une ancienne tour des remparts,.

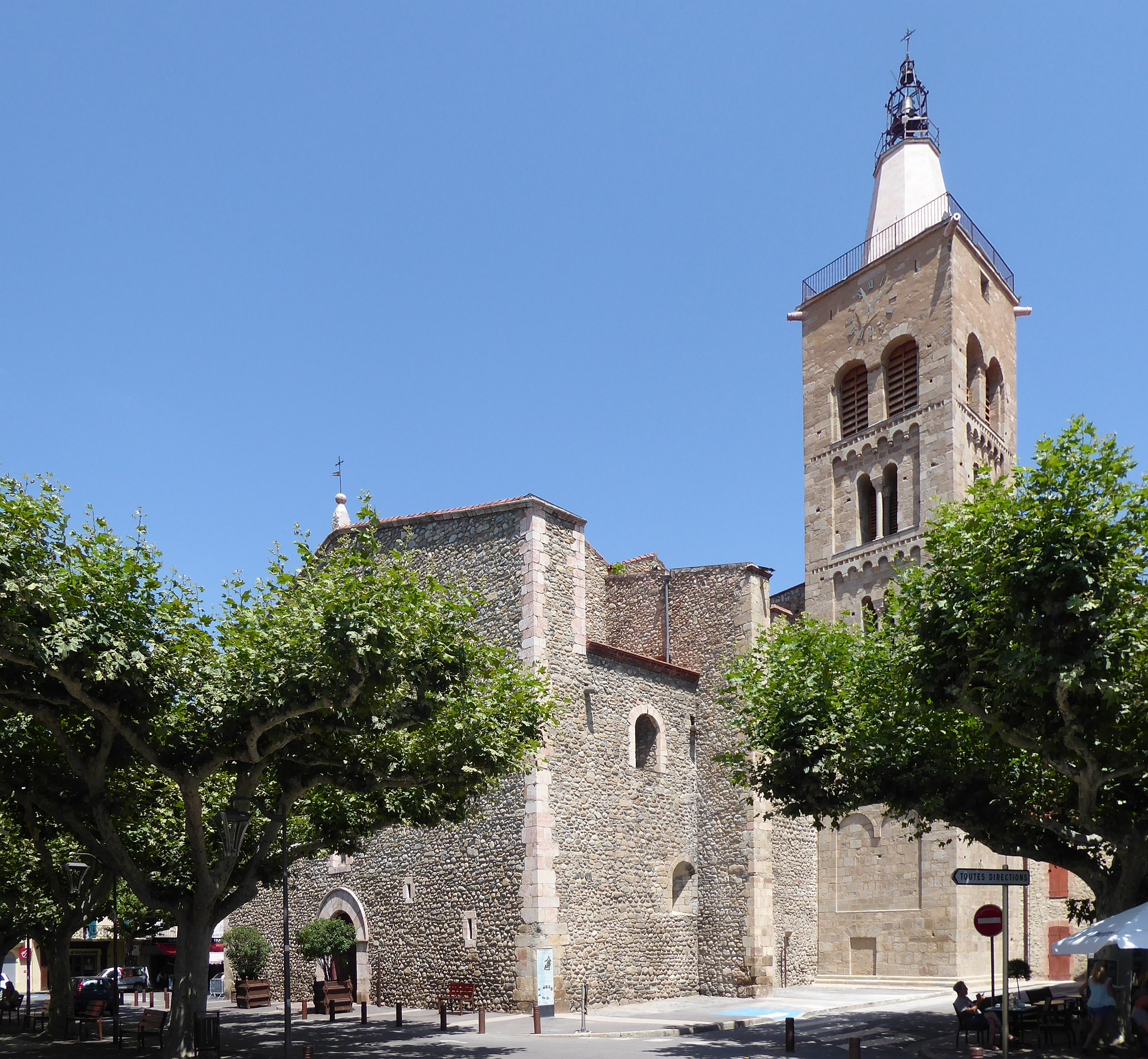
Façade occidentale et mur sud
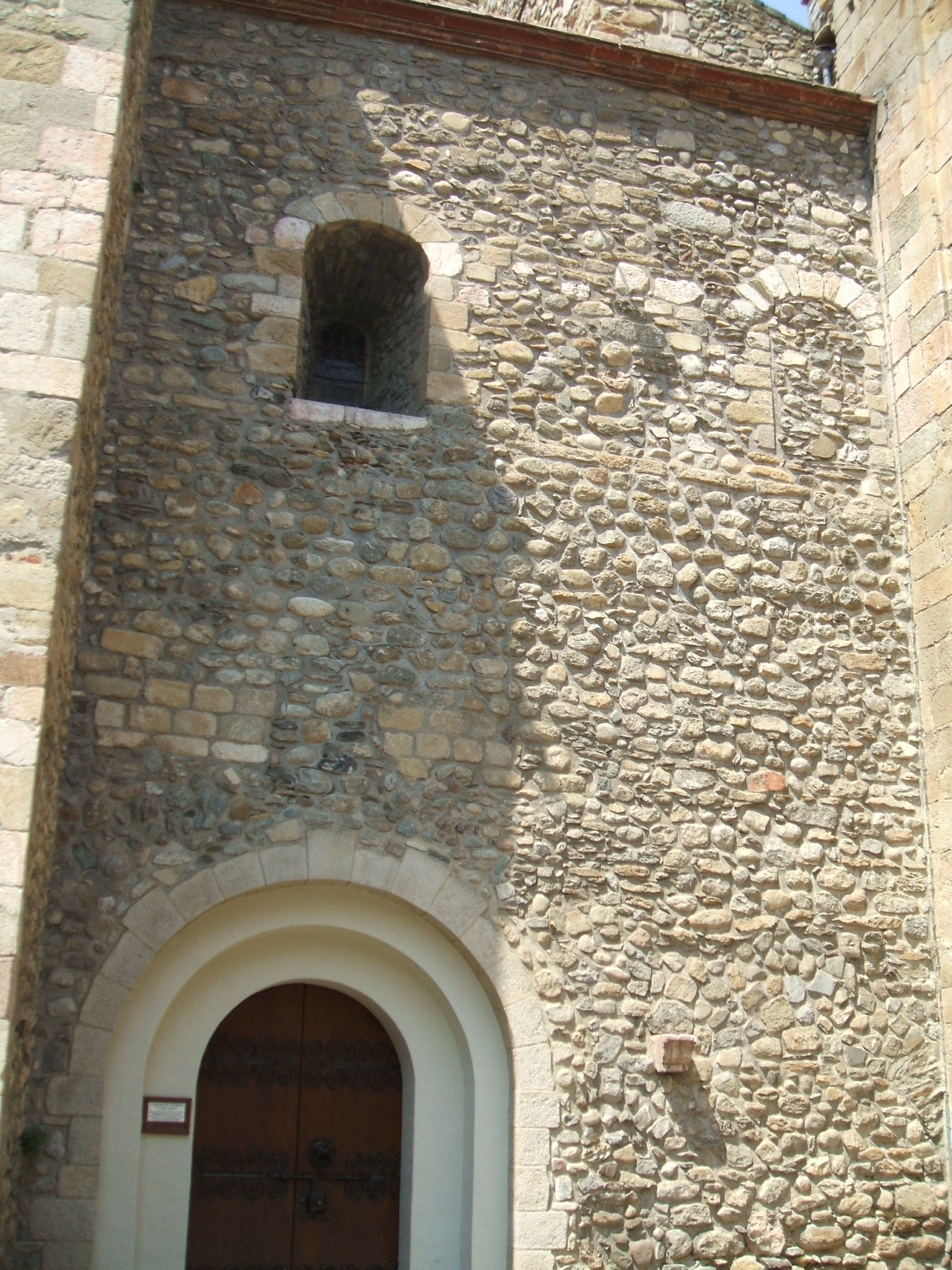
Mur sud et les deux baies romanes
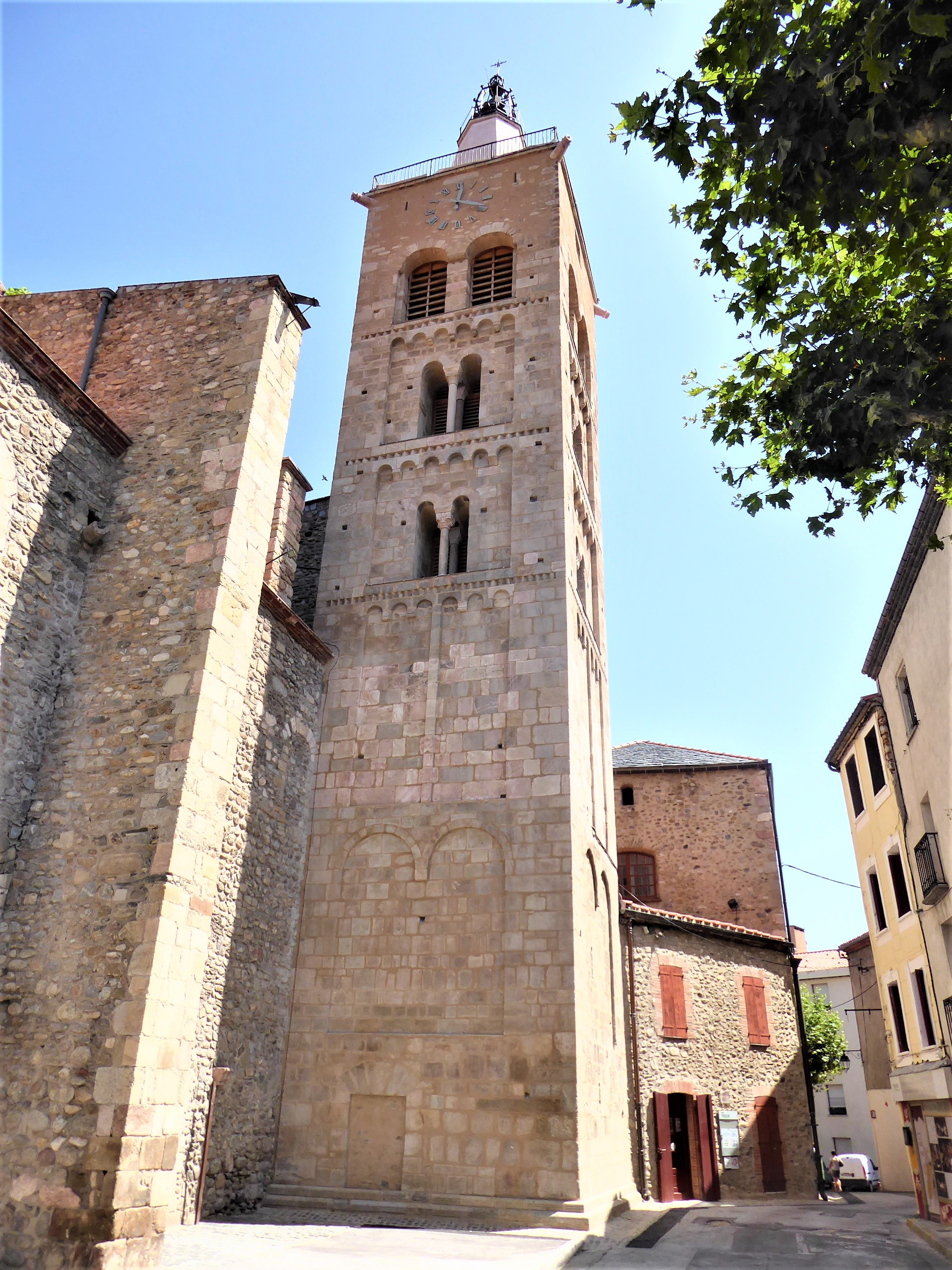
Le clocher roman et le campanile
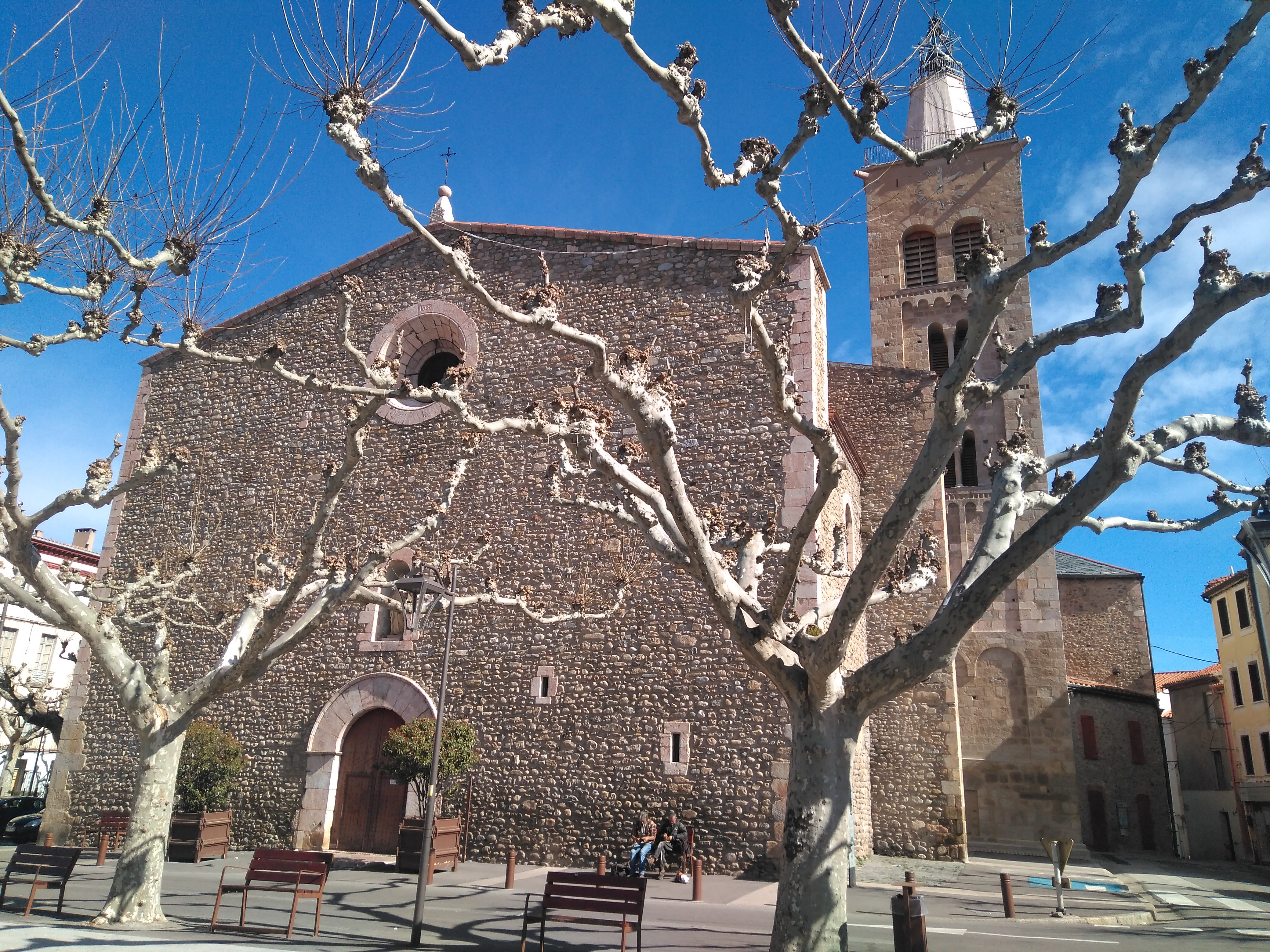
Façade occidentale vue de la place de la République
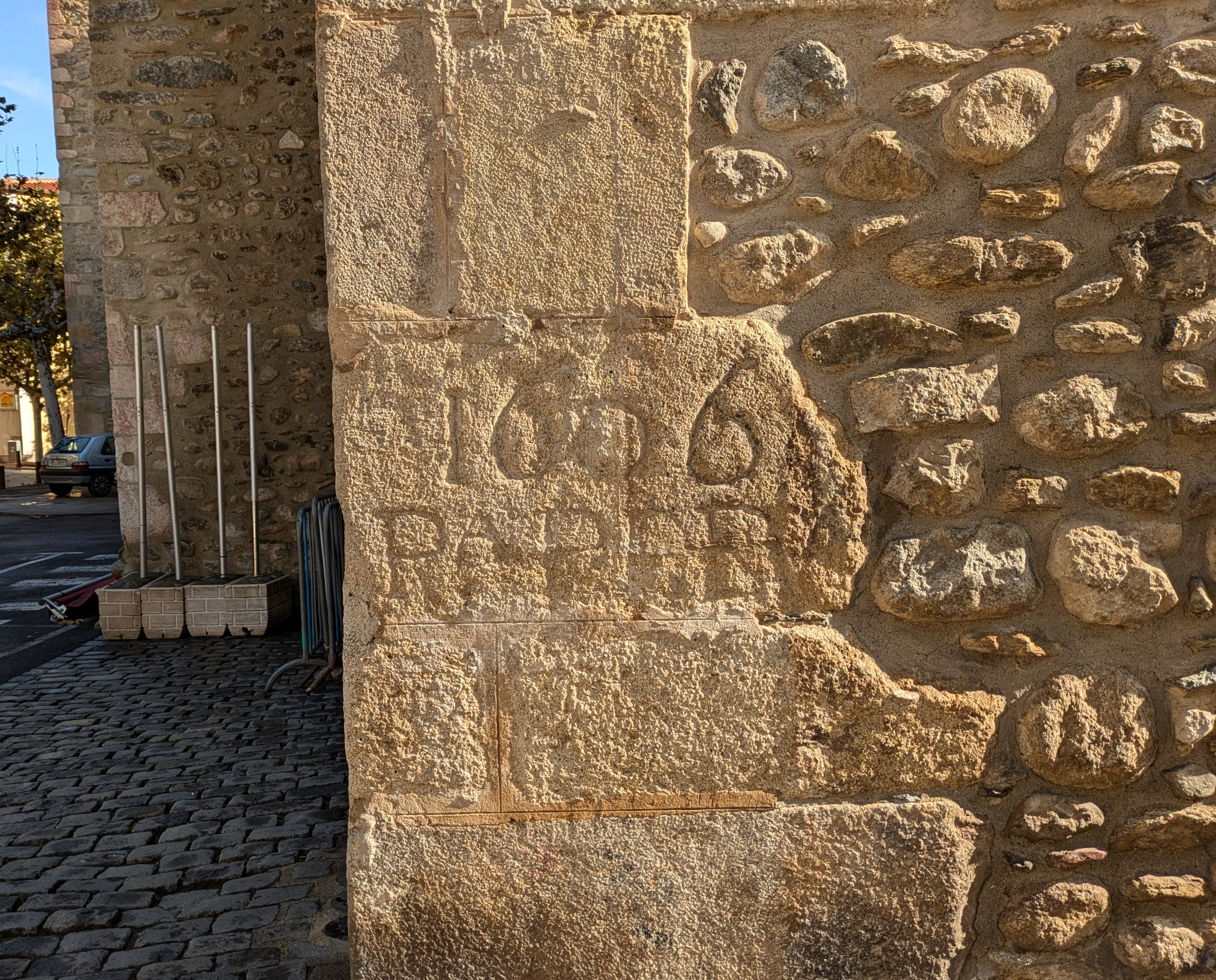
« La première pierre du nouvel édifice fut posée en 1606 »[1].

### Intérieur
Le retable monumental qui occupe tout le fond du chœur fait la célébrité de l'église. La richesse du mobilier, les nombreux retables des chapelles latérales, la statuaire et les nombreux reliquaires de la salle du trésor, résultent non seulement de la richesse de la ville aux XVIIe, XVIIIe et XIXe siècles mais aussi de l'apport du trésor et du mobilier de Saint-Michel de Cuxa et d'autres chapelles détruites au XIXe.
L'obscurité de l'église, due à son manque d'ouvertures, contraste avec les dorures du retable principal et des chapelles latérales.
Les cinq travées de la nef sont voûtées en croisée d'ogive séparées par des arcs en anse de panier, des arcs en plein cintre ouvrent sur les chapelles latérales voutées d'ogives avec liernes et formerets, une clé de voûte figurative caractérise chaque chapelle. Le mur de l'étage supérieur, au-dessus des arcs en plein cintre, légèrement en retrait permet à une passerelle de faire le tour de la nef et du chevet,.
La nef et les chapelles latérales sont recouvertes de décors et de peintures murales de Léo Polge qui signe son œuvre en 1872. Ces peintures sont restaurées en 1996. La principale peinture murale occupe le mur occidental au-dessus de l'orgue : L'exaltation de Pierre avec saint Pierre accompagné de groupes d'anges en ascension et plus bas de chaque côté les 13 apôtres.

#### Retable monumental
Le grand retable du maître-autel aussi appelé Le triomphe de saint Pierre est une commande des consuls de la ville en 1696 à un jeune catalan de 23 ans né à Manresa, Joseph Sunyer, le contrat stipule qu'il doit être construit en trois ans pour 475 doubles d'or, il le termine en septembre 1699 avec trois mois d'avance. En bois sculpté peint et doré il est constitué d'un triptyque s'élevant jusqu'en haut de la voûte et occupant toute la largeur du fond du chœur, environ 15,5 m de haut sur 11,2 m de large; il est considéré comme étant le plus grand retable baroque de France. L'importance inhabituelle de la statue centrale colossale de saint Pierre, plus de trois mètres de haut et deux mètres de large, présenté avec tous les signes de la papauté est à l'origine d'un proverbe catalan caractérisant une personne orgueilleuse :" grand comme le Saint Pierre de Prades ". Le style baroque catalan et la référence appuyée à la papauté sont à l'origine de la polémique entre les consuls de Prades et l'évêque d'Elne-Perpignan, Jean-Hervé Bazan de Flamanville proche du Classicisme en vogue à la cour et du gallicanisme de l'église de France,. Classé en 1908 il est restauré en 2012.
Description
La partie médiane est occupée par la grande statue du premier pape saint Pierre bénissant assis; au-dessus de lui les armoiries de la papauté surmontées de l'Assomption de Marie, au-dessus, Dieu le Père et l'Esprit-Saint. Au registre inférieur, au centre, une peinture du Bon Pasteur datée de 1699.
Sur les parties latérales de gauche à droite les tableaux sculptés représentent :
- registre inférieur la vocation de Pierre et Pierre marchant sur les eaux inspirés d'illustrations de Nicolas Poussin[15]
- deuxième registre la remise des clés du royaume des cieux et la guérison du boiteux à la porte du temple[N 6]
- registre supérieur la libération de Pierre[N 7] et la crucifixion de Pierre[N 8].

Les statues des onze autres apôtres et en plus petit des quatre pères latins figurent avec leurs attributs. Des anges musiciens annoncent le royaume des cieux. putti, têtes d'angelots et dorures éclairent le retable.

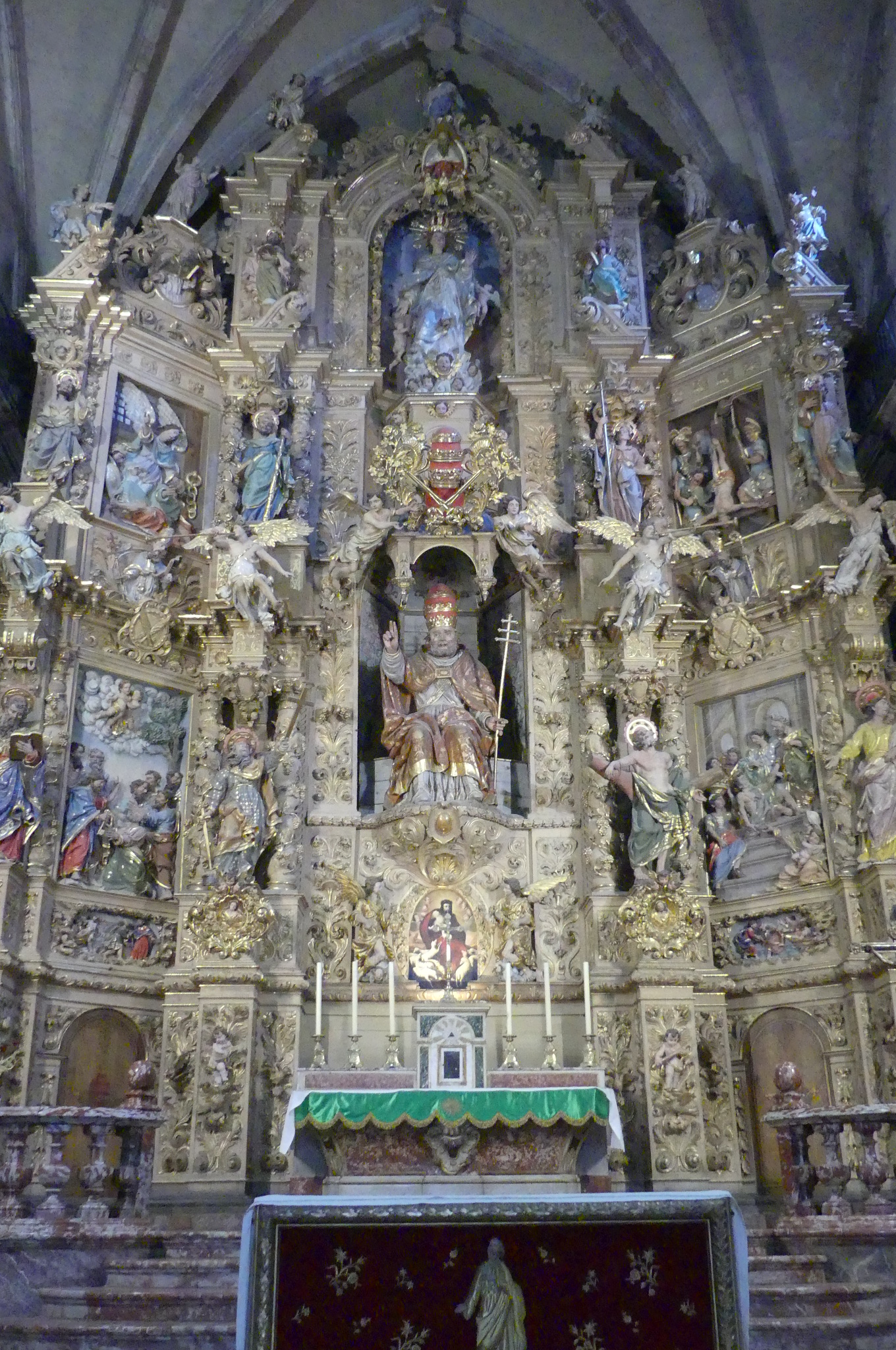
Retable Saint-Pierre de Joseph Sunyer (1699)
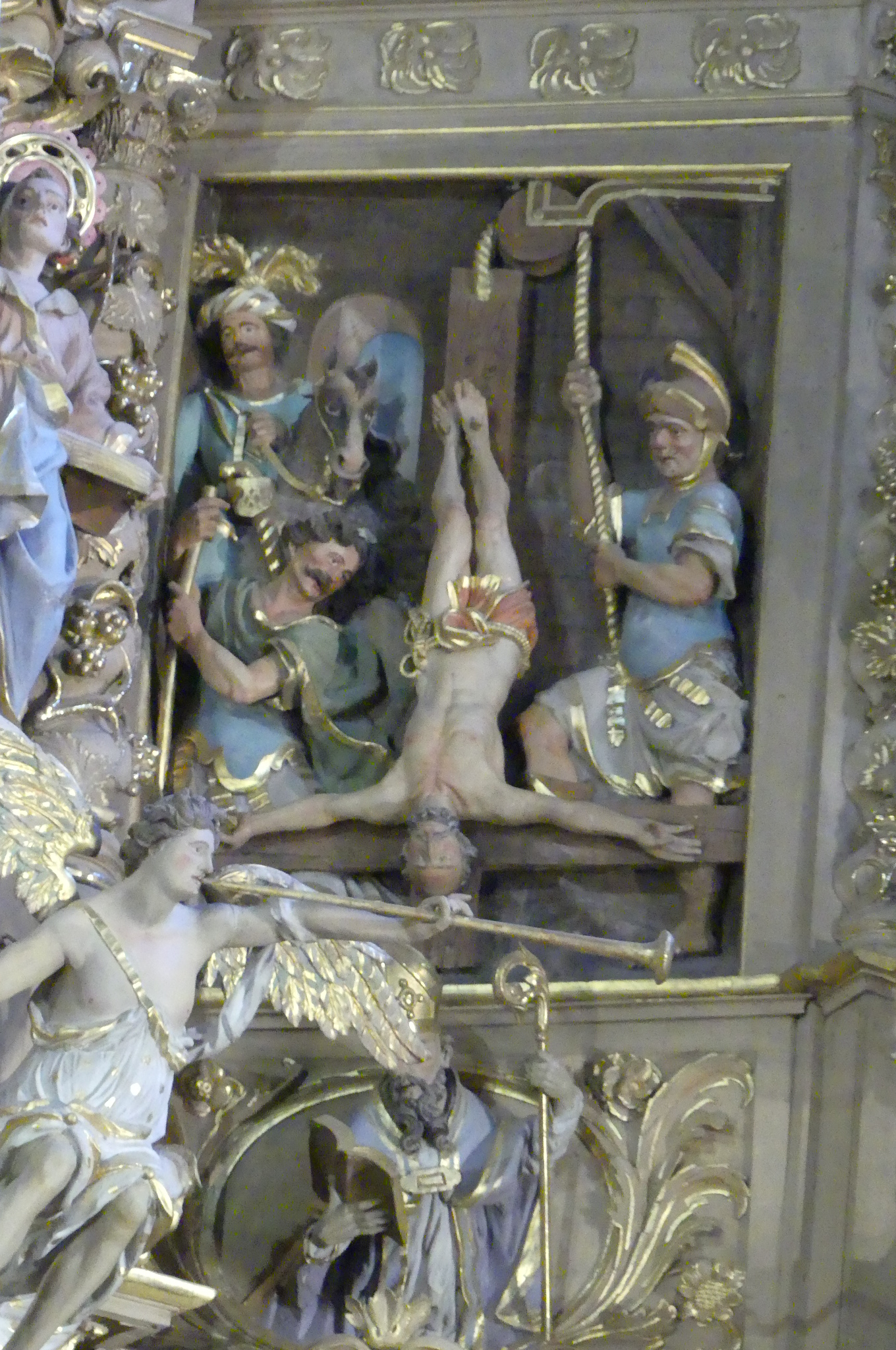
Panneau de la crucifixion
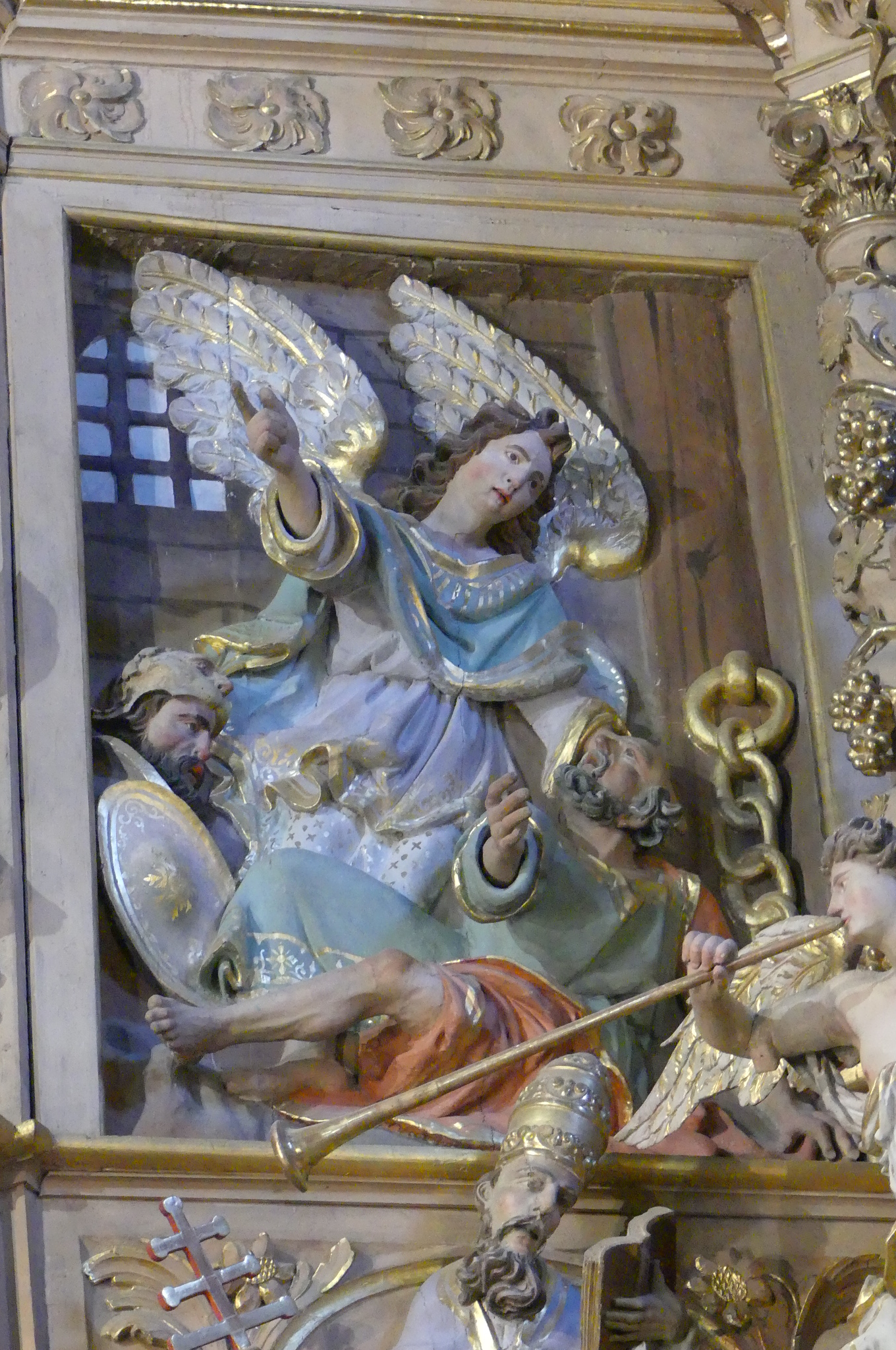
Panneau de la libération de prison
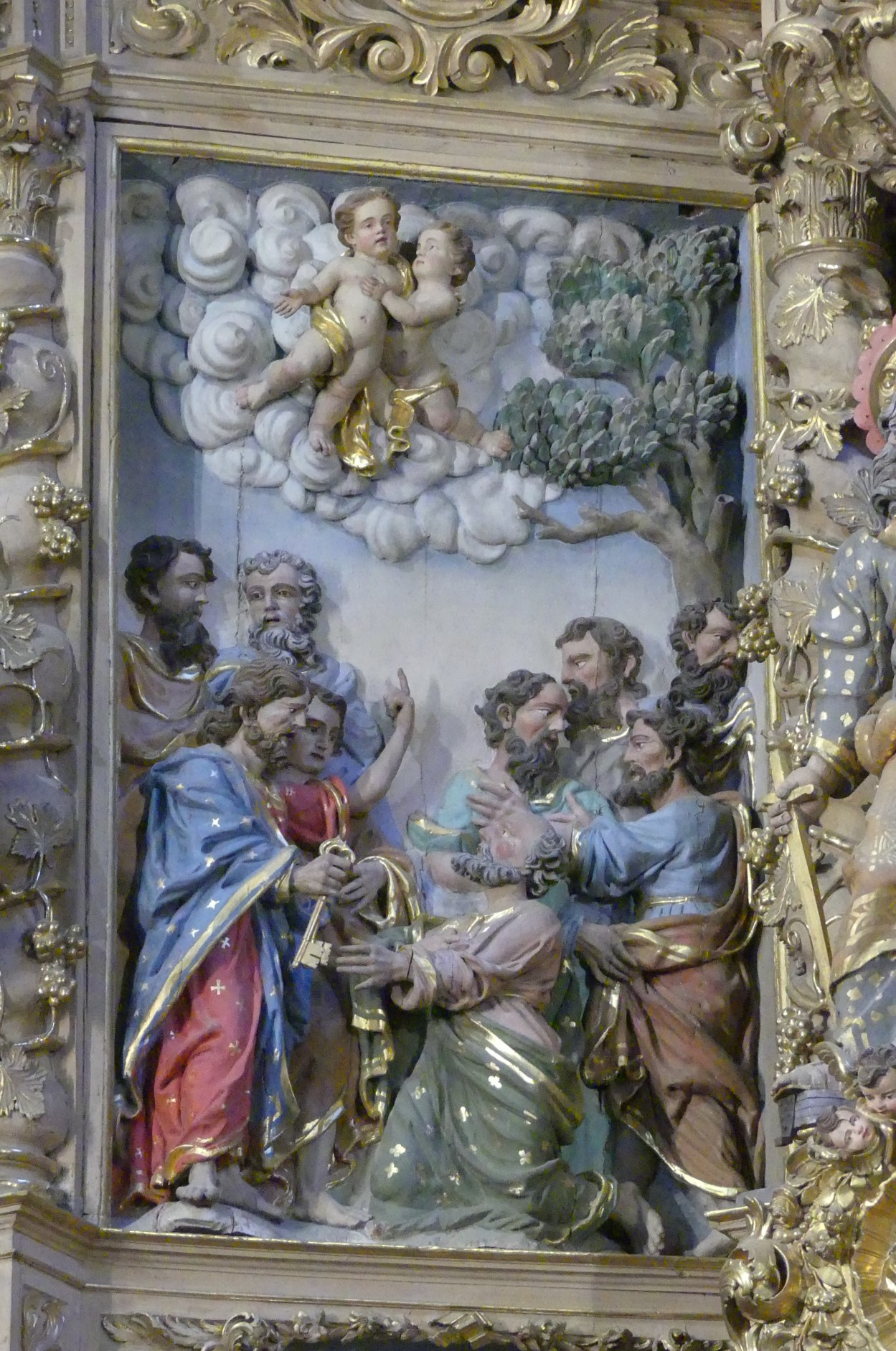
Panneau de la remise des clés du paradis
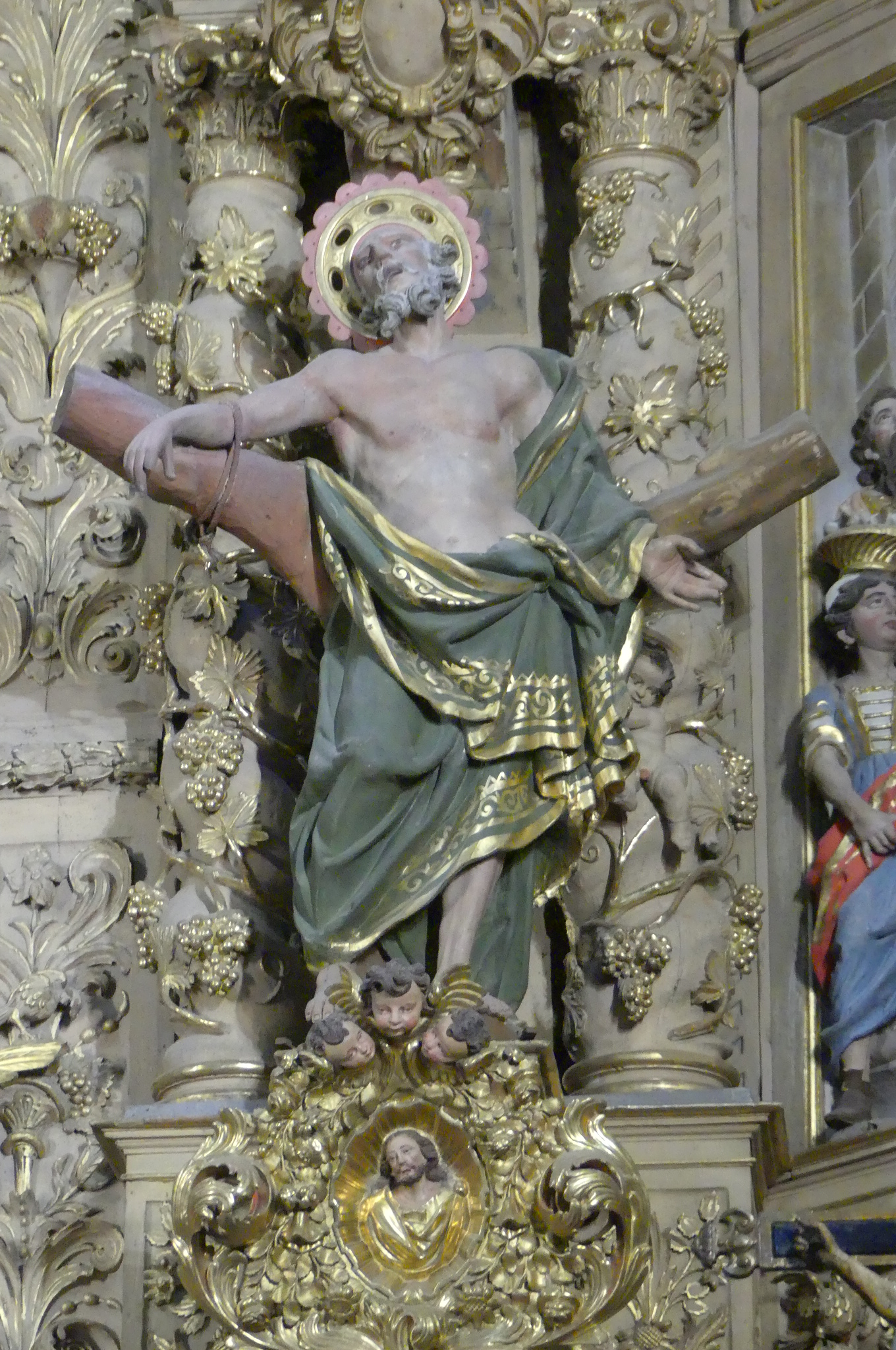
Statue de saint André
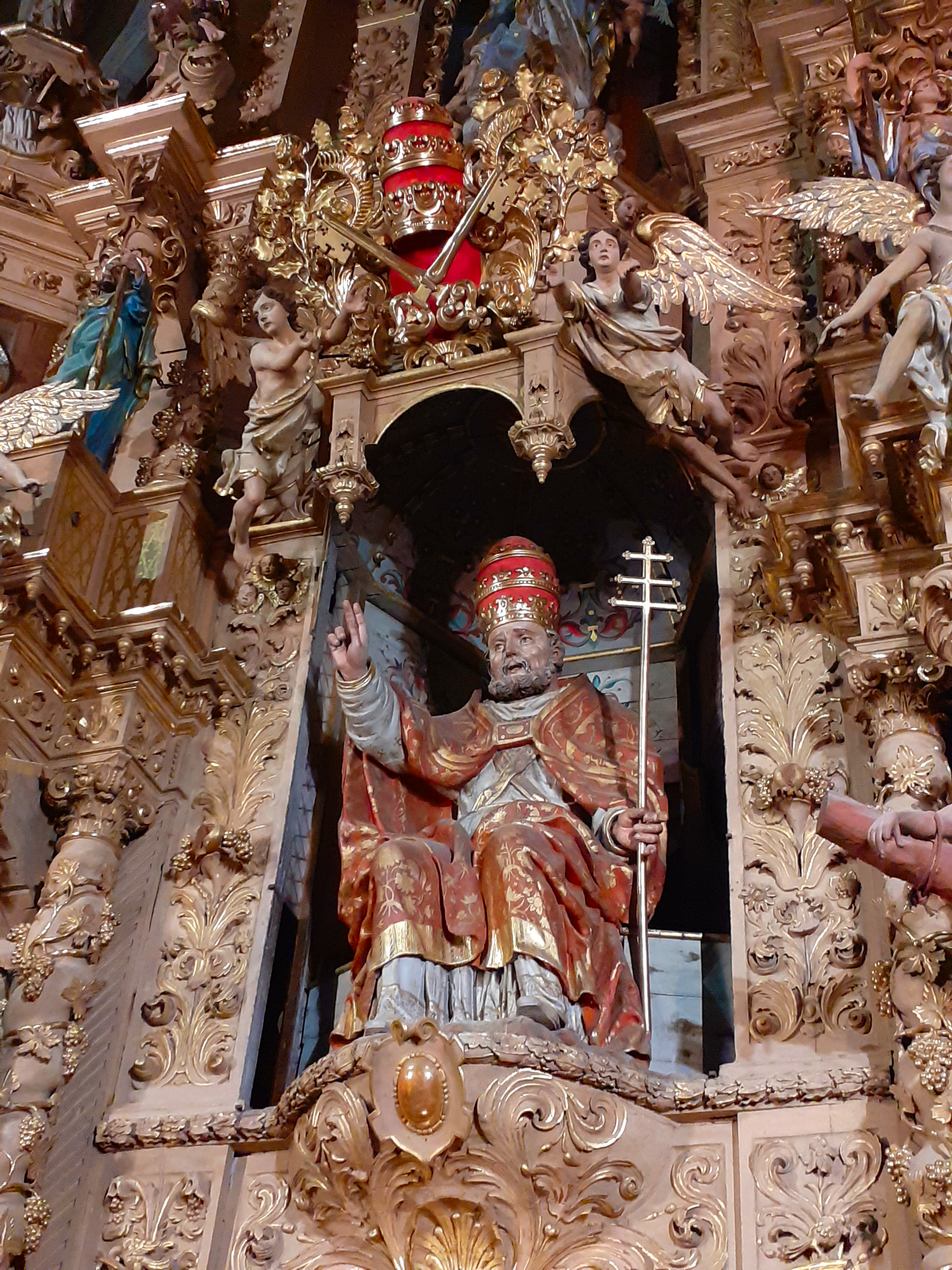
Statue centrale monumentale Saint Pierre et les signes de la papauté

#### Chœur
Le sol et la clôture du chœur, datée de 1731, sont en marbre rose marbré de blanc. L'ancien maître autel également en marbre était utilisé avant le concile Vatican II lorsque le prêtre célébrait la messe dos aux fidèles. Un tabernacle en marbre noir et blanc porte une représentation de la Trinité.

#### Quatorze chapelles
Du chœur à la porte occidentale au sud :
La chapelle du Christ ou du Saint Sacrement. Elle est construite en 1696 sur la demande de Bertran notaire à Prades sur le flanc sud du chœur en intégrant une tour des remparts. Au-dessus de l'autel en marbre un retable de 1681 avec quatre colonnes torses ornées de pampres et d'angelots encadre un Christ d'inspiration espagnole. Le tabernacle et ses deux tableaux latéraux L'adoration des bergers et L'adoration des mages sont attribués à Joseph Sunyer. Quatre tableaux XVIIe, la Flagellation, le Couronnement d’épines, Jésus dépouillé de ses vêtements, la rencontre de Jésus et de Marie sur le chemin du Calvaire ornent les murs décorés des peintures de Léo Polge (XIXe).
La chapelle Saint Benoît. Elle est construite en 1735 à l'extrémité sud du transept et est intégrée dans le circuit  de la visite du trésor. Son retable en bois doré de la fin du XVIIe provient du maître autel de l'abbaye Saint-Michel de Cuxa. Autour de saint Benoît dans la niche centrale huit grands tableaux illustrent la vie du saint. Dans la chapelle une Vierge à l'Enfant dans une cadireta (petite chaise) de procession est exposée, elle est attribuée à l'atelier de Joseph Sunyer,.

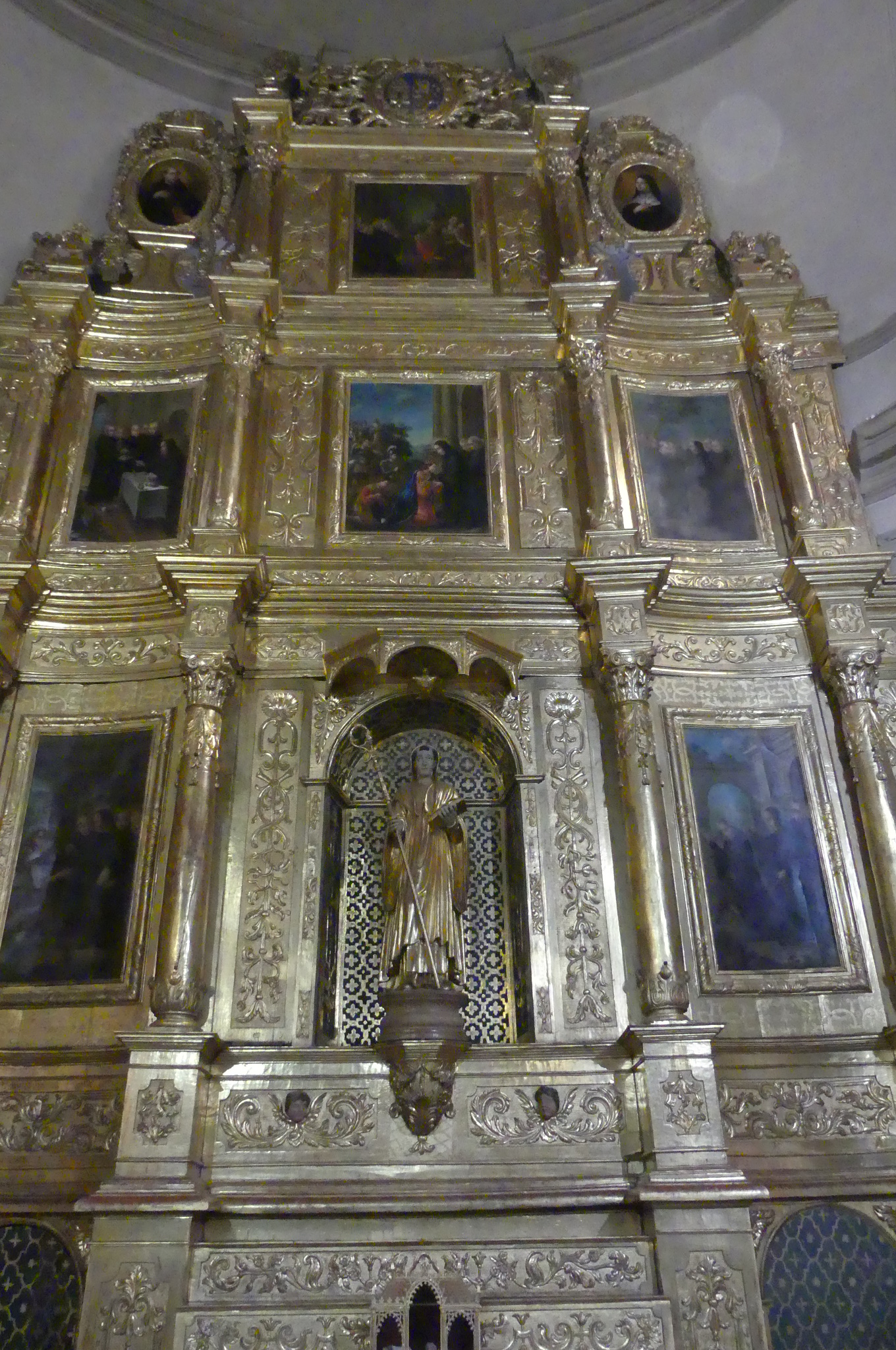
Retable de saint Benoît venant de Saint Michel de Cuxa
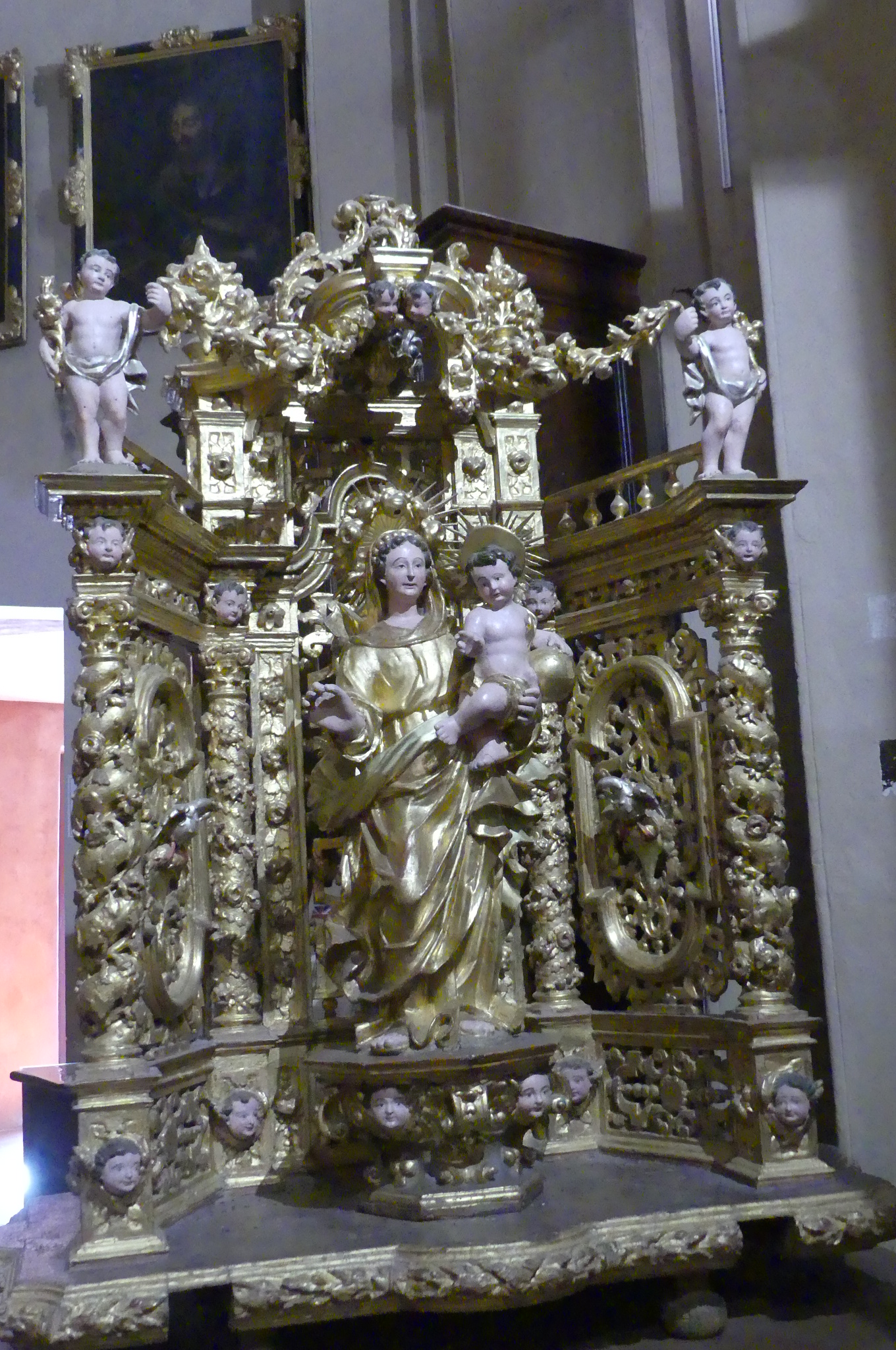
Cadireta attribuée à l'atelier de Joseph Sunyer

La chapelle Notre-Dame de la Salette. Le monogramme IHS de la clé de voûte montre que la dédicace première est le Saint-Sacrement. Vingt ans après l'apparition mariale de Notre-Dame de la Salette un groupe sculpté en marbre de carrare blanc signé de Delarue (1887) est placé dans un retable aux colonnes de marbre rose au-dessus d'un autel également en marbre ; le fond est illustré d'une représentation de l'apparition par Leo Polge,.

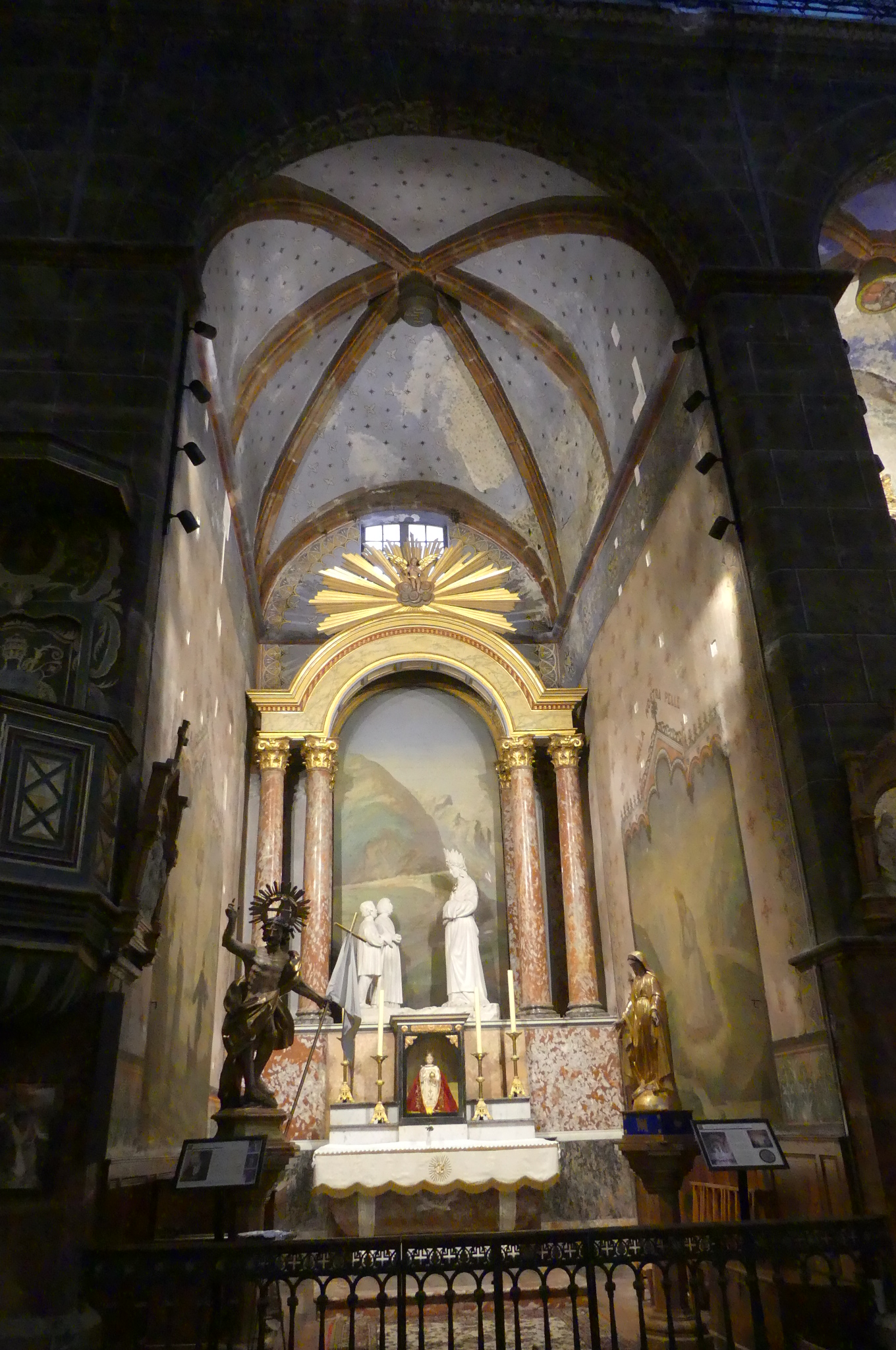
Chapelle avec le groupe sculpté Notre-Dame de la Salette et la peinture de Léo Polge

La chapelle de la sainte Trinité. Le retable de la Trinité est commandé dès 1655 à Louis Generès le grand maître du retable du Roussillon ; le retable, classé, présent dans la chapelle est composite avec un autre retable du XVIIIe siècle, le groupe central est bien de L. Generès,

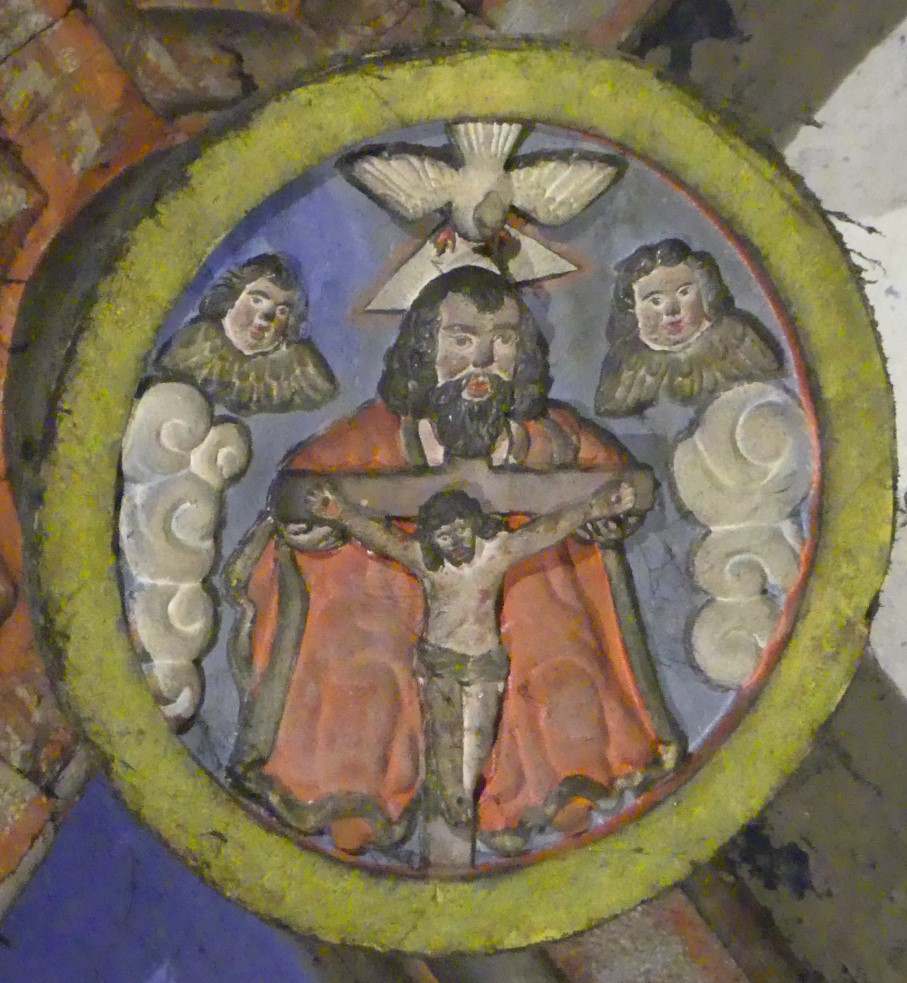
Clé de voûte : La Trinité
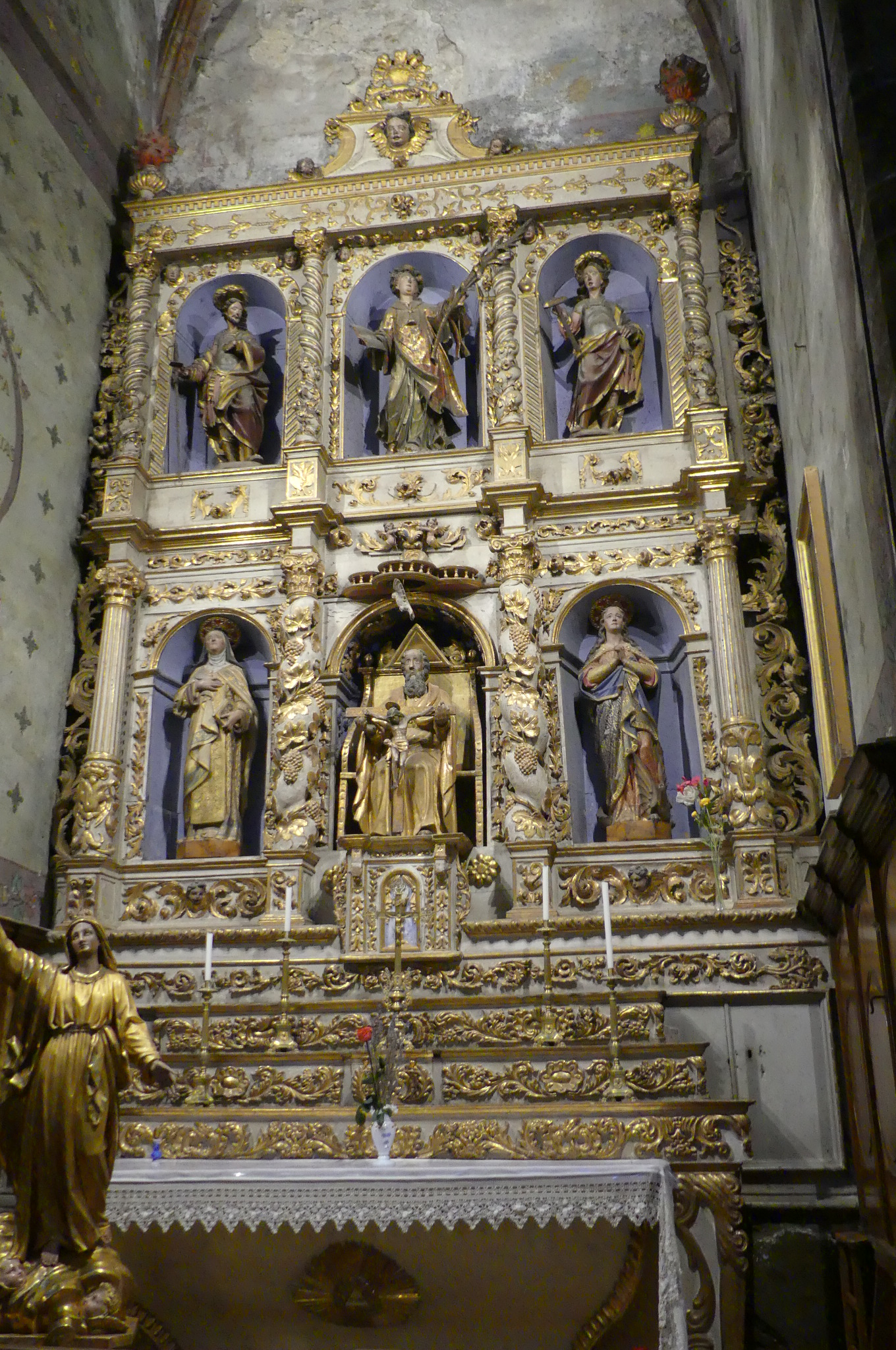
Retable de la Saint Trinité
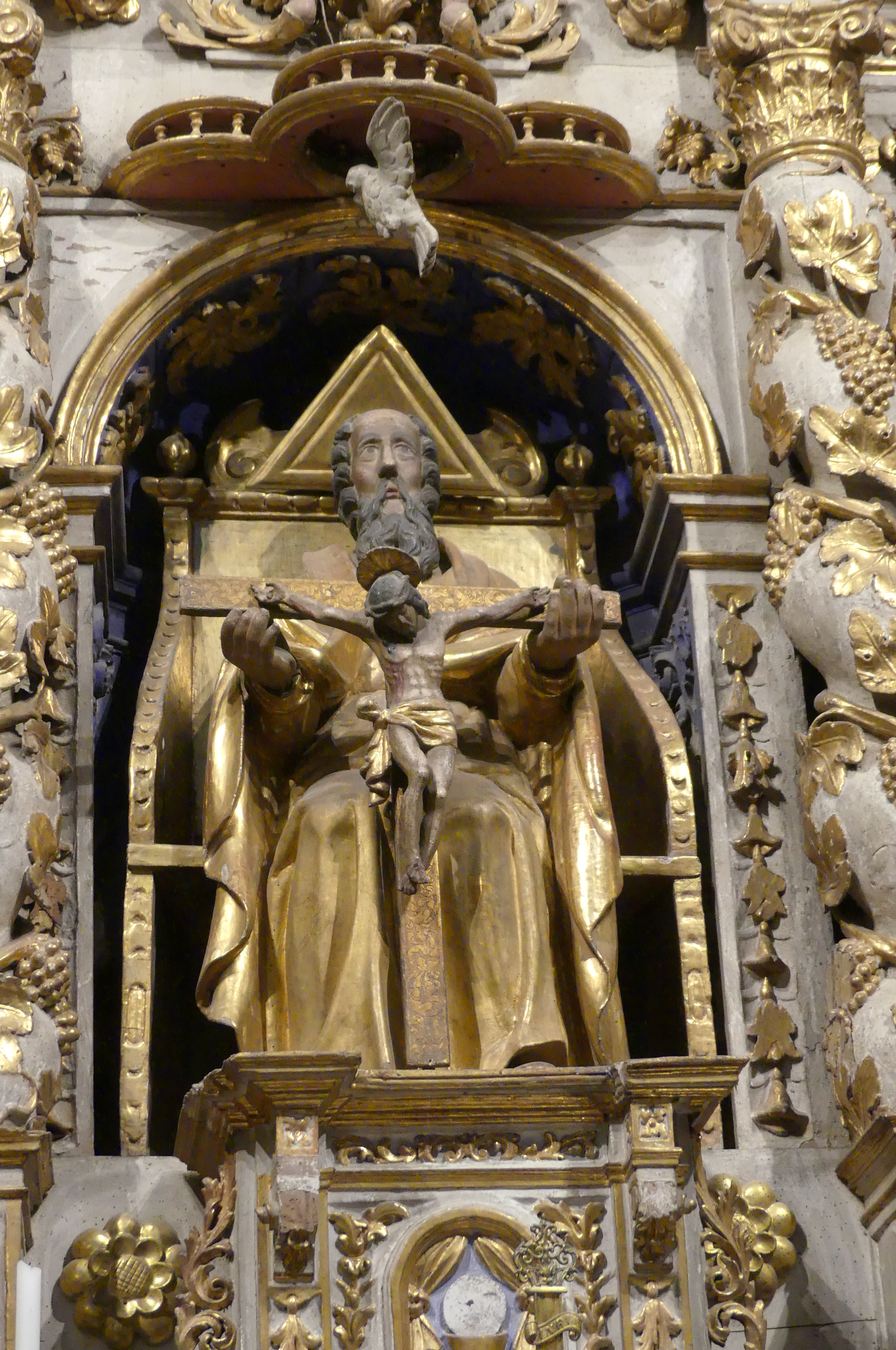
La trinité au centre du retable (L. Generès)

La chapelle de Saint Louis de Gonzague. Probablement dédiée initialement à saint Nicolas, une chapelle lui était dédiée dans l'ancienne église, elle est pavée de marbre rose, le tableau central du retable XIXe de saint Louis de Gonzague de Charles Adolphe Bonnegrâce est daté de 1845 et serait un cadeau du gouvernement de Louis Philippe,.

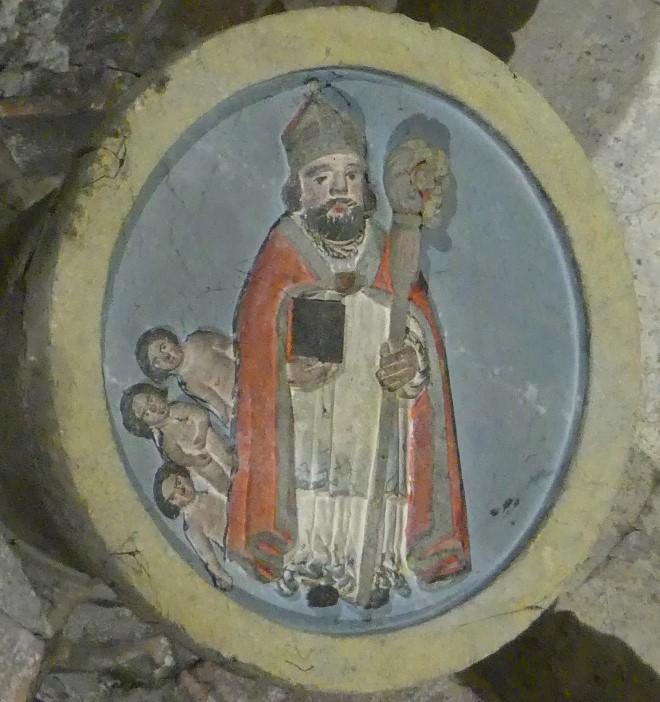
Clé de voûte saint Nicolas
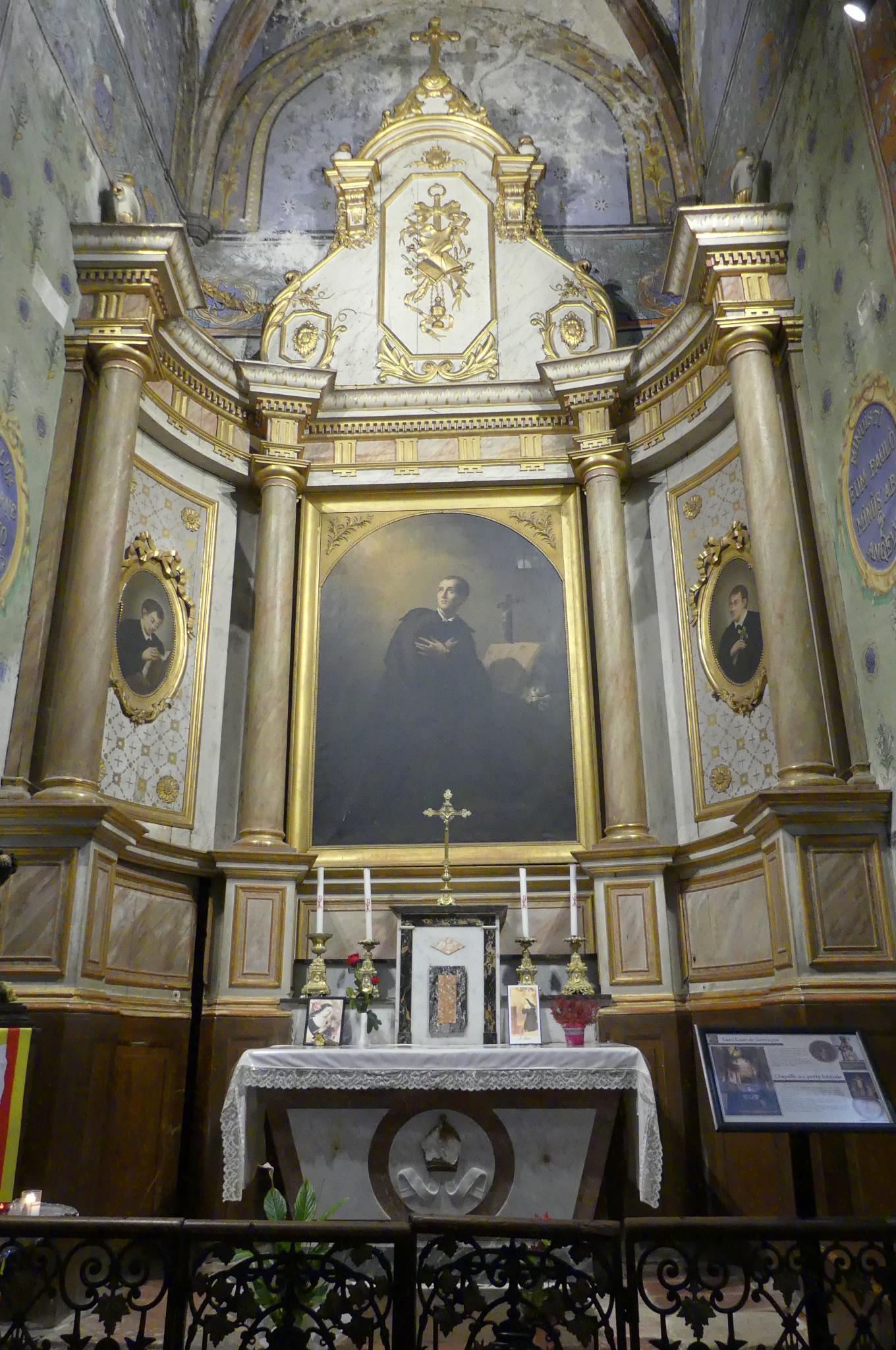
Retable de saint Louis de Gonzague tableau de 1845

La chapelle de la Porte Latérale. La clé de voûte porte les armoiries de la ville entourées du collier de l'ordre du Saint-Esprit et surmontées d'une couronne royale. Ces éléments évoquent Louis XV Roi de France et de Navarre, Comte de Barcelone, de Roussillon et de Cerdagne, Prades relève du domaine royal depuis 1589. Une scène de Crucifixion est au-dessus de la porte, un bénitier du XVe siècle en marbre vient de l'ancienne église.,.

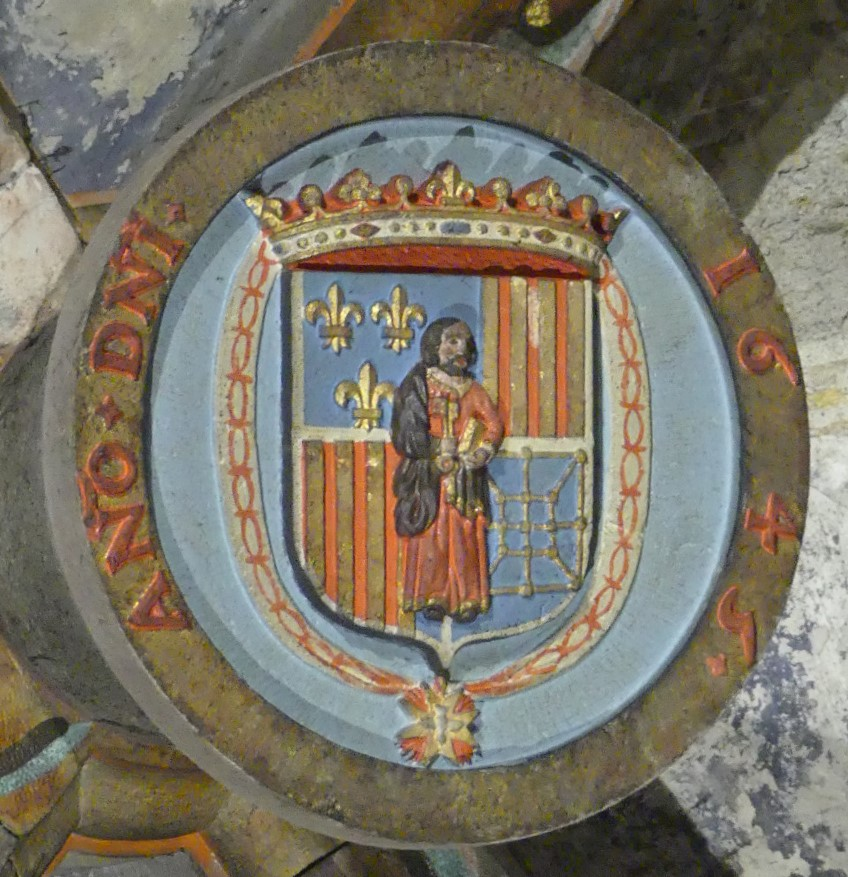
Armoiries de la ville et évocation de Louis XV
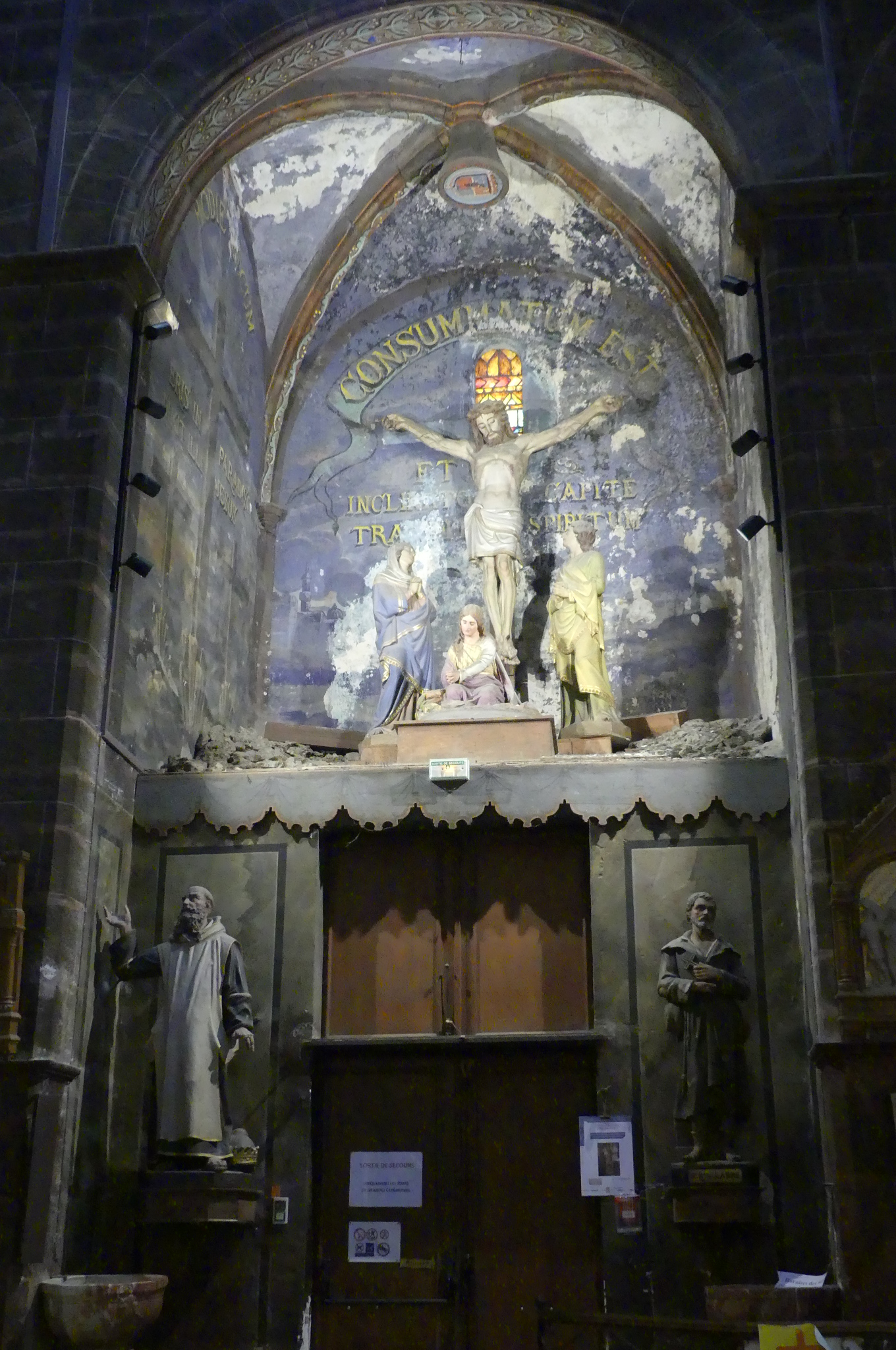
Chapelle de la Porte latérale
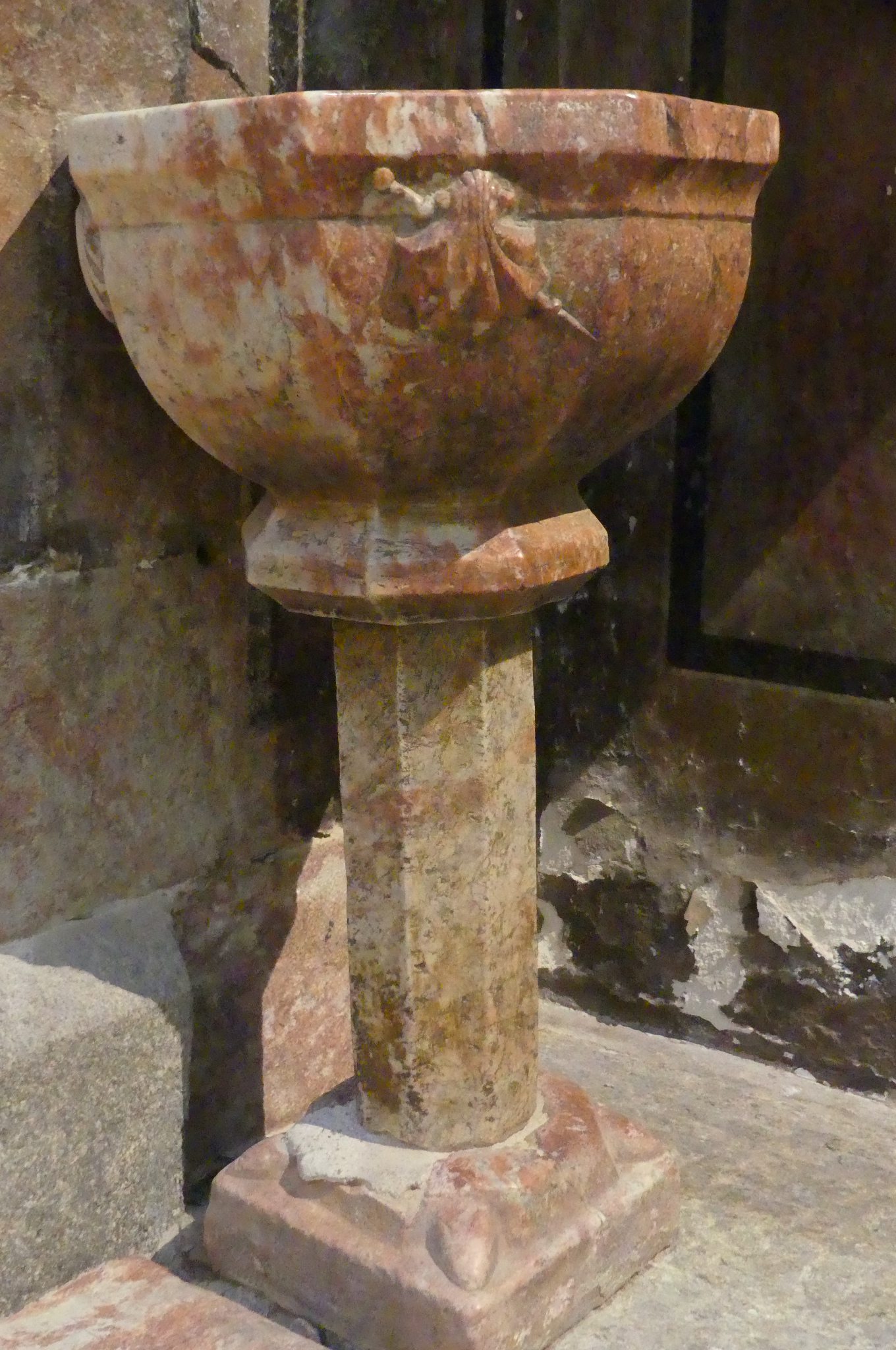
Bénitier en marbre rose 15e venant de l'ancienne église

La chapelle de Saint Sébastien. Les confréries de saint Sébastien sont des confréries d'archers initialement milices de lieux de cultes. Saint Sébastien figure sur la clé de voûte et dans une niche en haut du retable qui est daté de 1721 mais dans le cadre central c'est une Notre-Dame des Douleurs en Pietà qui y est placée ultérieurement. Dans les niches latérales figurent saint Joseph et saint Dominique,.

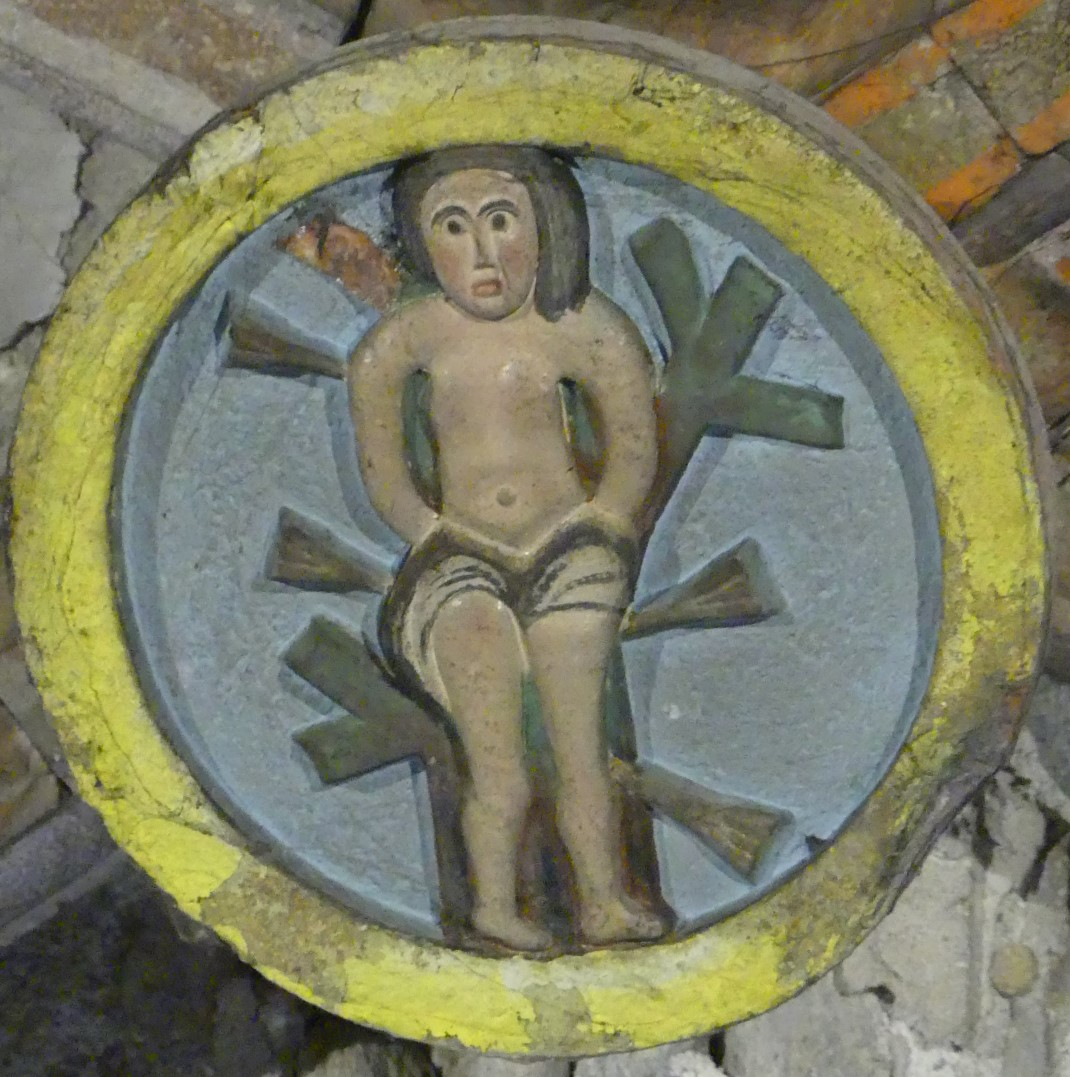
Clé de voûte de saint Sébastien
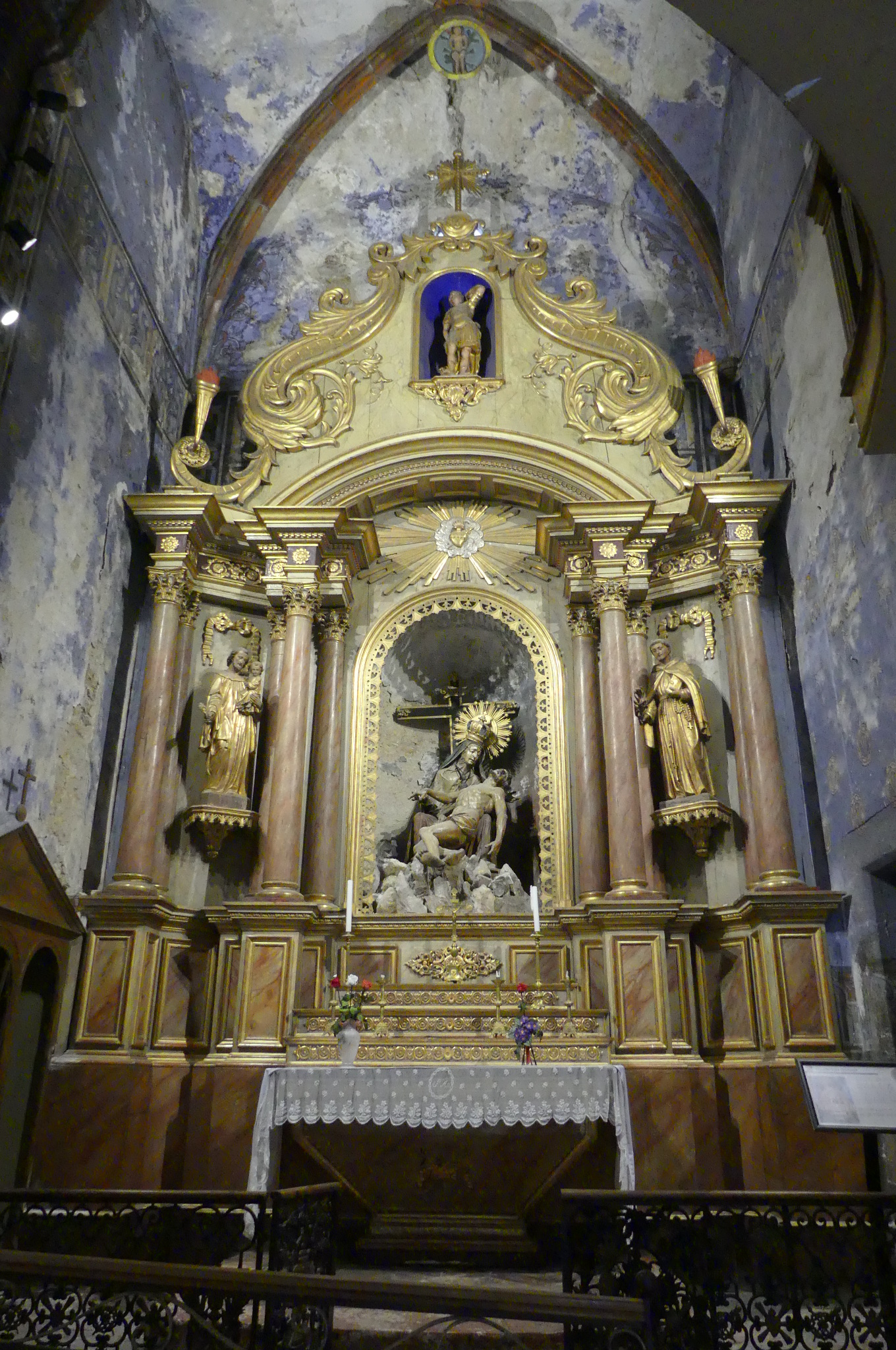
Retable de Notre-Dame des douleurs 1721

Du chœur à la porte occidentale au nord
La chapelle de la conception. Construite en 1749 à l'extrémité du transept nord elle est dédiée à l'Immaculée Conception, le retable en bois doré date de 1839 avec au centre la statue de l'immaculée conception. Ultérieurement les statues du Curé d'Ars et de saint Antoine de Padoue sont placées de chaque côté,. Sur le mur est du transept nord le Christ noir, lourd crucifix en bois du XVIe siècle est considéré comme une des plus anciennes et une des plus belles œuvres d'art de l'église.

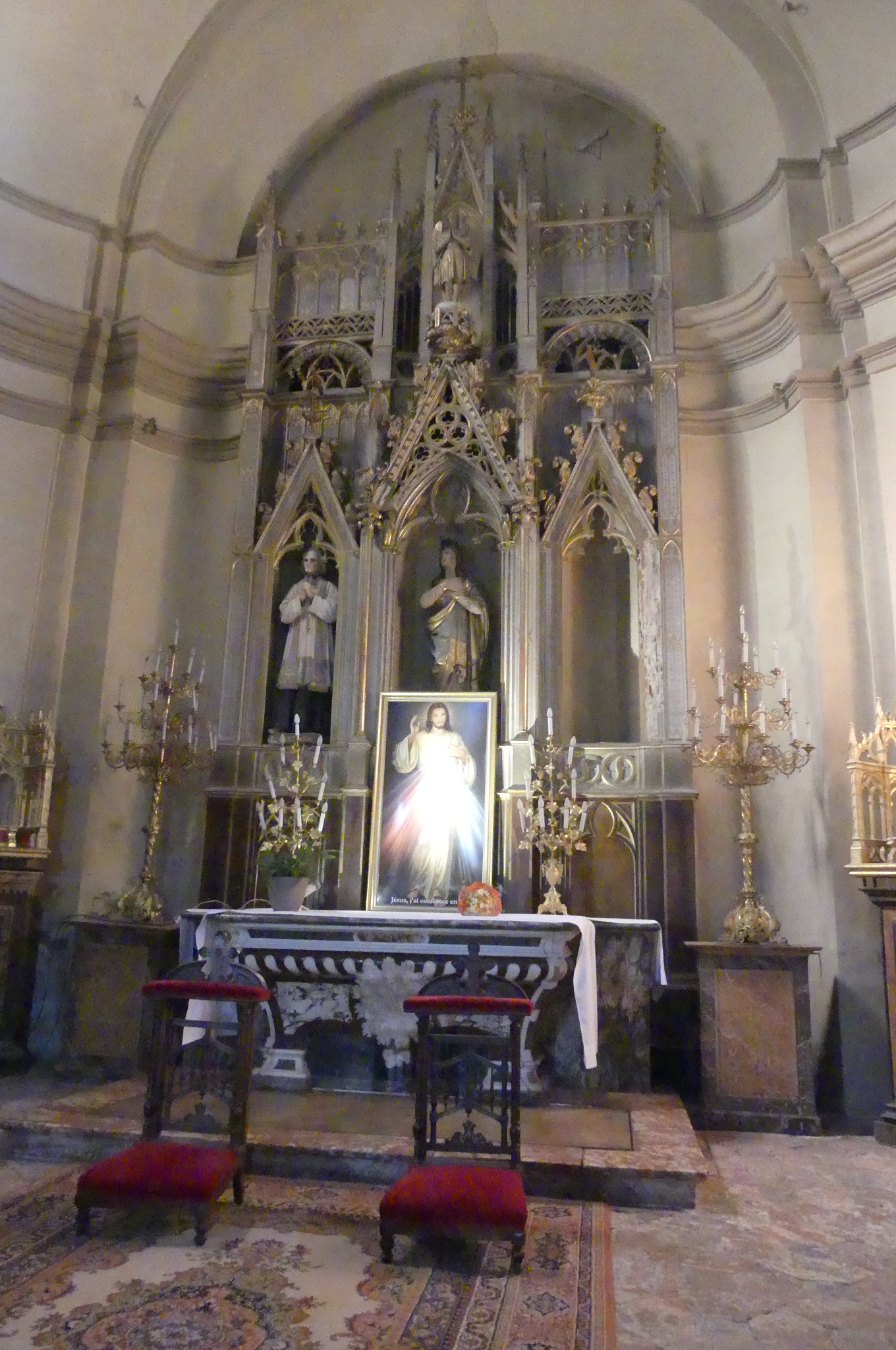
Retable de la chapelle de la conception 1839
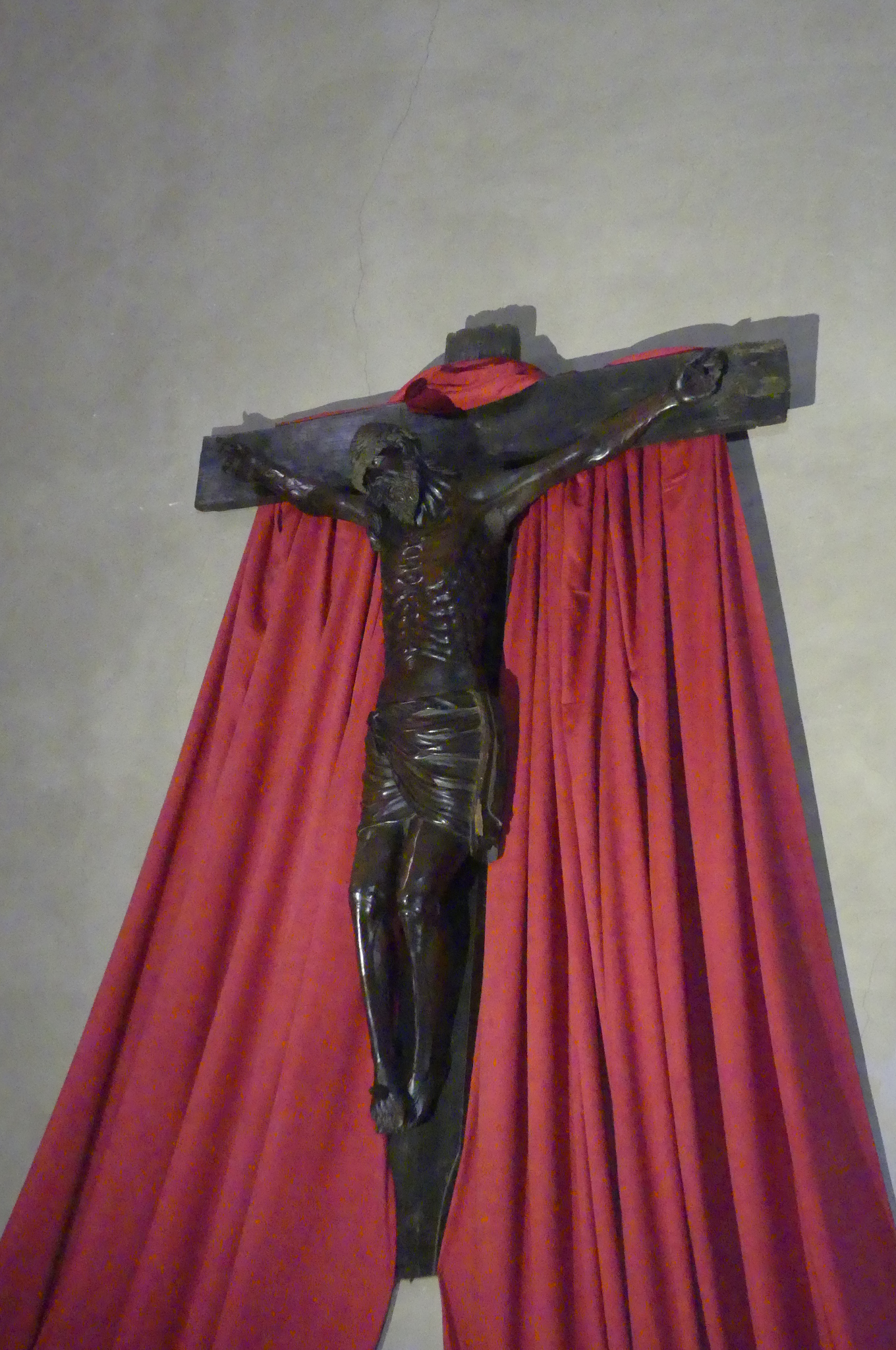
Le Christ noir

La chapelle du Rosaire. La clé de voûte au monogramme de Marie marque la dédicace ancienne de cette chapelle. Au-dessus de l'autel en marbre rose un retable à baldaquin aux colonnes de marbre de 1844 abrite le groupe sculpté en bois doré du rosaire daté du XVIIIe,, il vient de l’ancienne église del Rouze sur l’emplacement de laquelle s’élève actuellement la Mairie,.

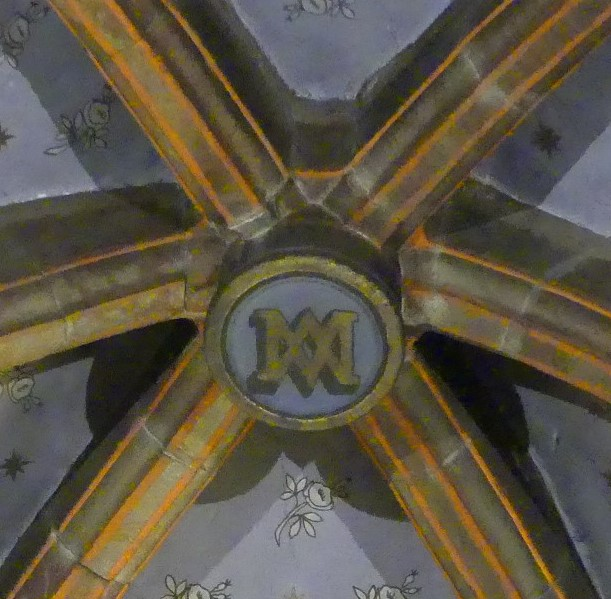
Monogramme de Marie
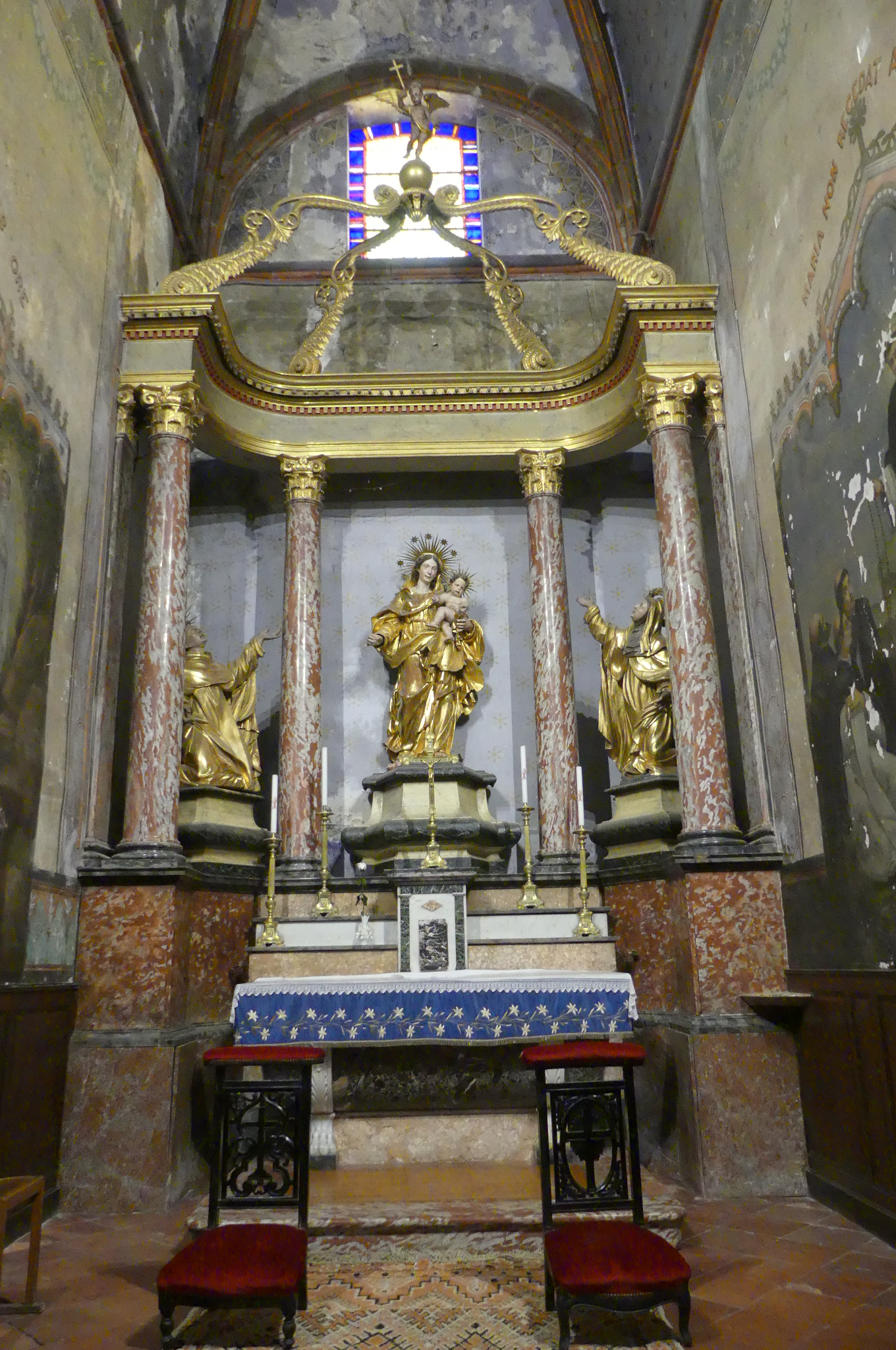
Retable de la chapelle du rosaire

La chapelle saint Jean-Baptiste. Le retable dédié à Jean-Baptiste, classé, est daté de 1699. Outre la statue centrale du titulaire il comporte en haut une statue de Vierge à l'Enfant vénérée sous le vocable de Notre Dame de la Salut (de la Santé) encadré de sainte Agathe et de sainte Lucie en buste ; au-dessous l'Archange saint Michel et saint François recevant les Stigmates. Au-dessous de la statue de Jean-Baptiste figurent deux panneaux sculptés dont la prédication de Jean-Baptiste qui s'inspire d'une toile de Nicolas Poussin de 1634 : Saint-Jean baptisant sur les bords du Jourdain. Ce retable est attribué à Joseph Sunyer. Cette chapelle est celle de la confrérie des menuisiers, maçons, tisserands, potiers, charpentiers, tailleurs de pierre et tonneliers,.

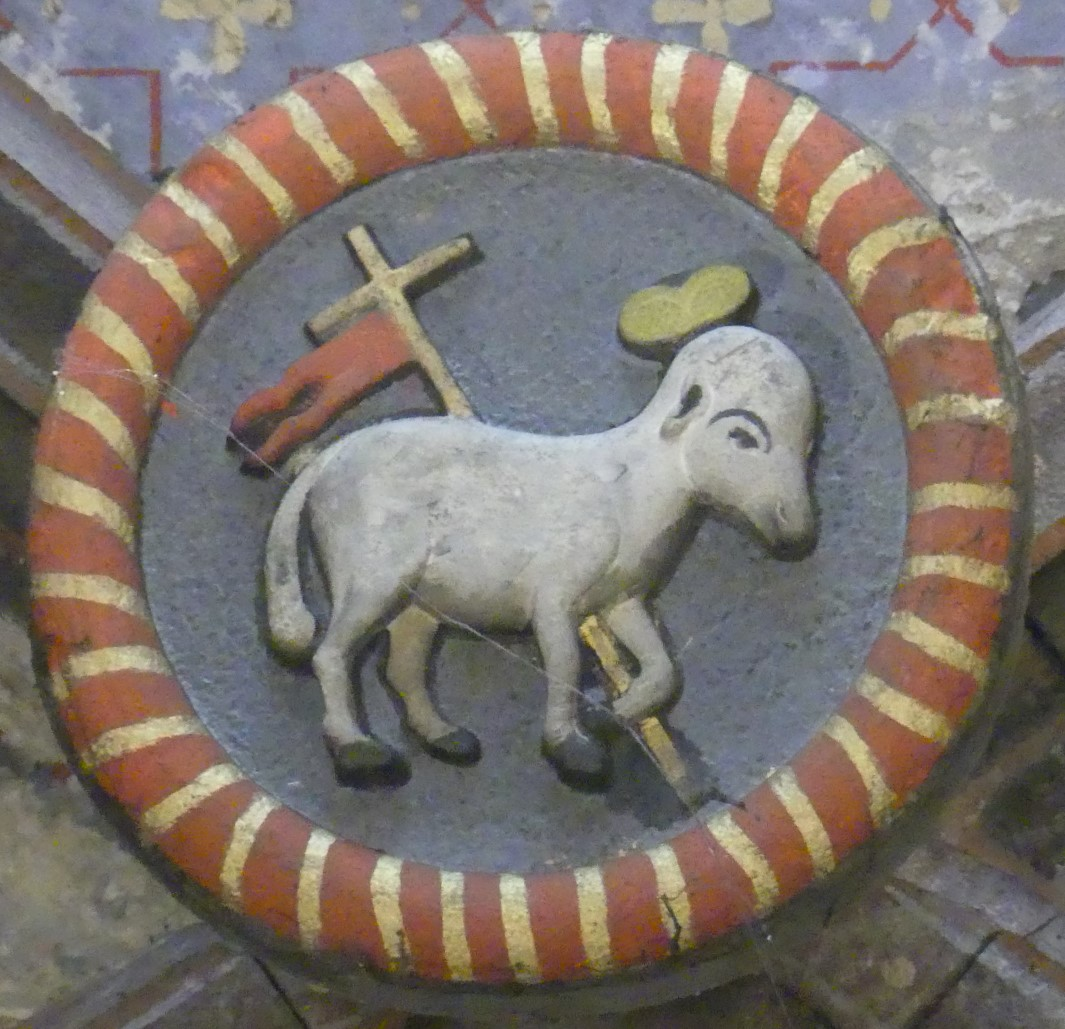
Clé de voûte de l'Agneau Pascal de la chapelle saint Jean-Baptiste
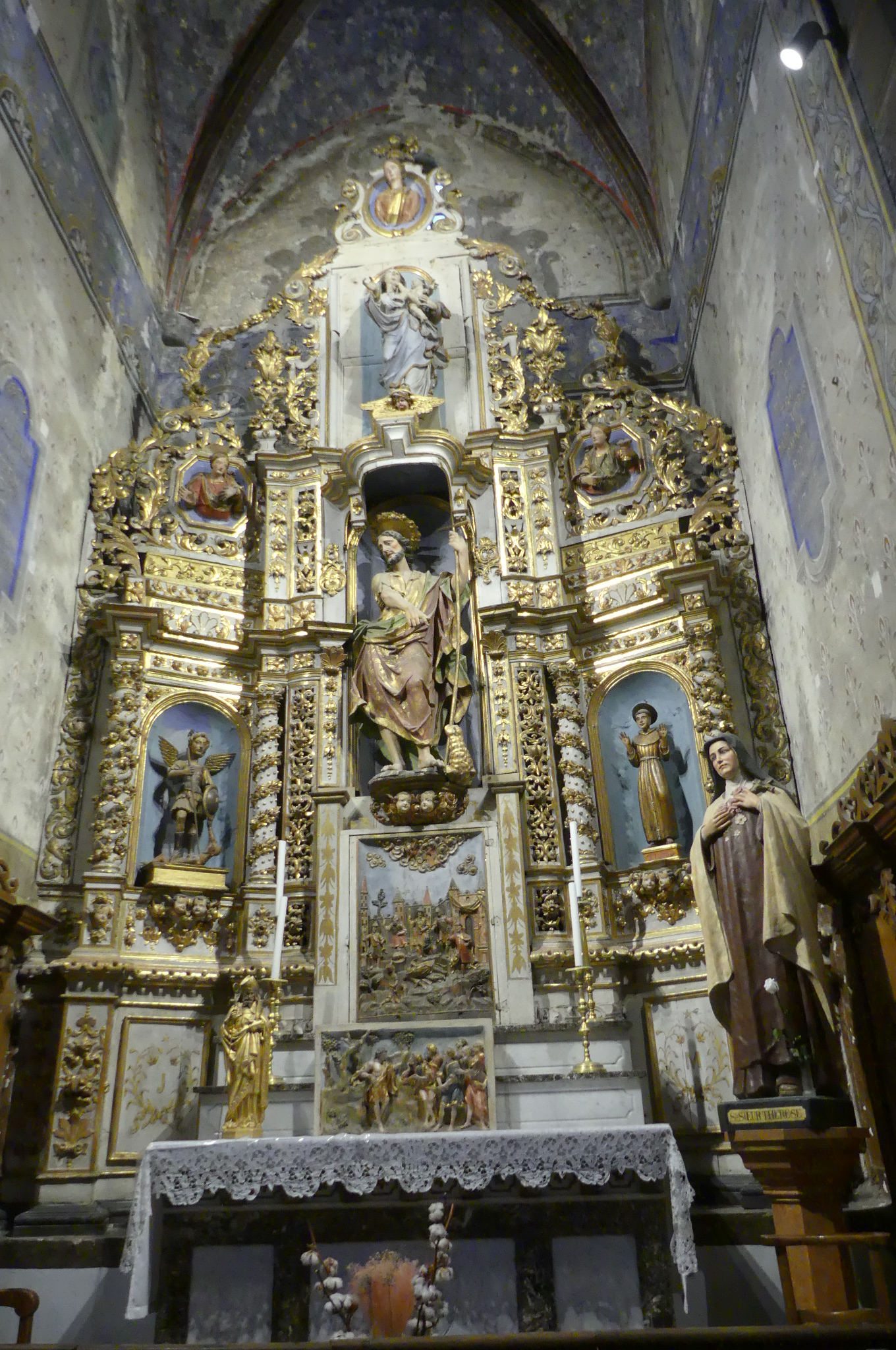
Retable de saint Jean-Baptiste (1699)

La chapelle saint Gaudérique. Dédiée à saint Gaudérique, saint catalan traditionnellement patron des laboureurs, la clé de voûte comme le retable lui sont dédiés. Le retable attribué à Joseph Sunyer, classé, daté de 1714 représente sur un panneau le saint laboureur à genoux au milieu du gué encadré des statues de saint Liboire et de saint Martin. Les murs sont décorés d'épis de blé par Léo Polge,.

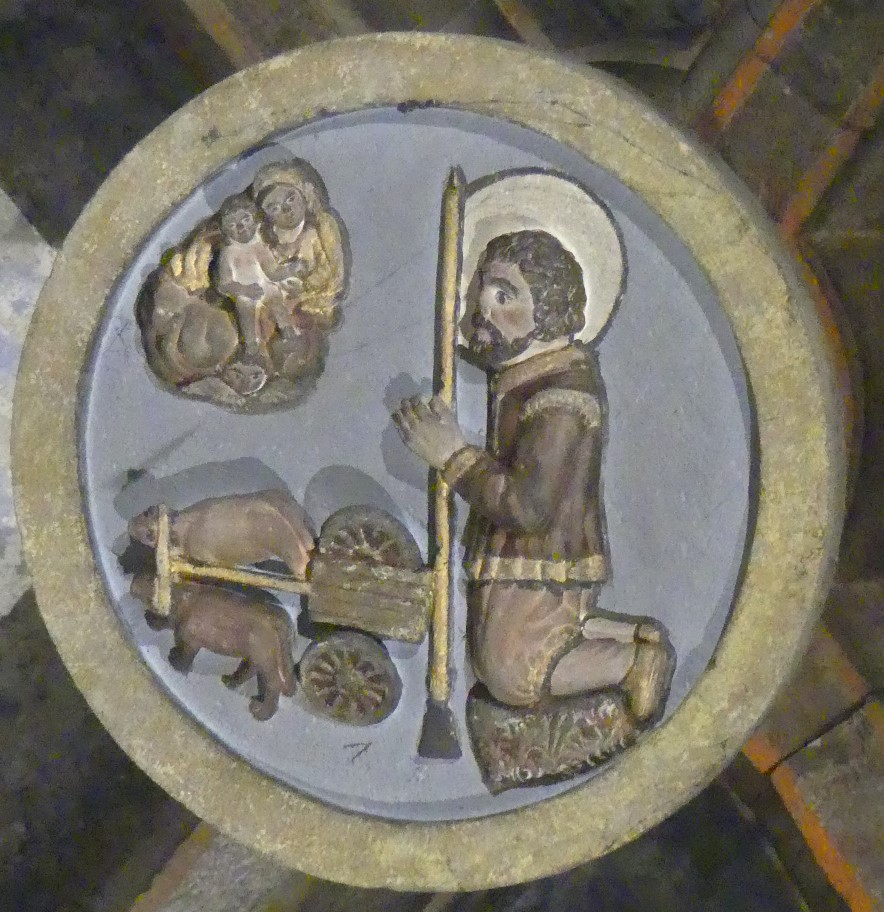
Clé de voûte de saint Gaudérique
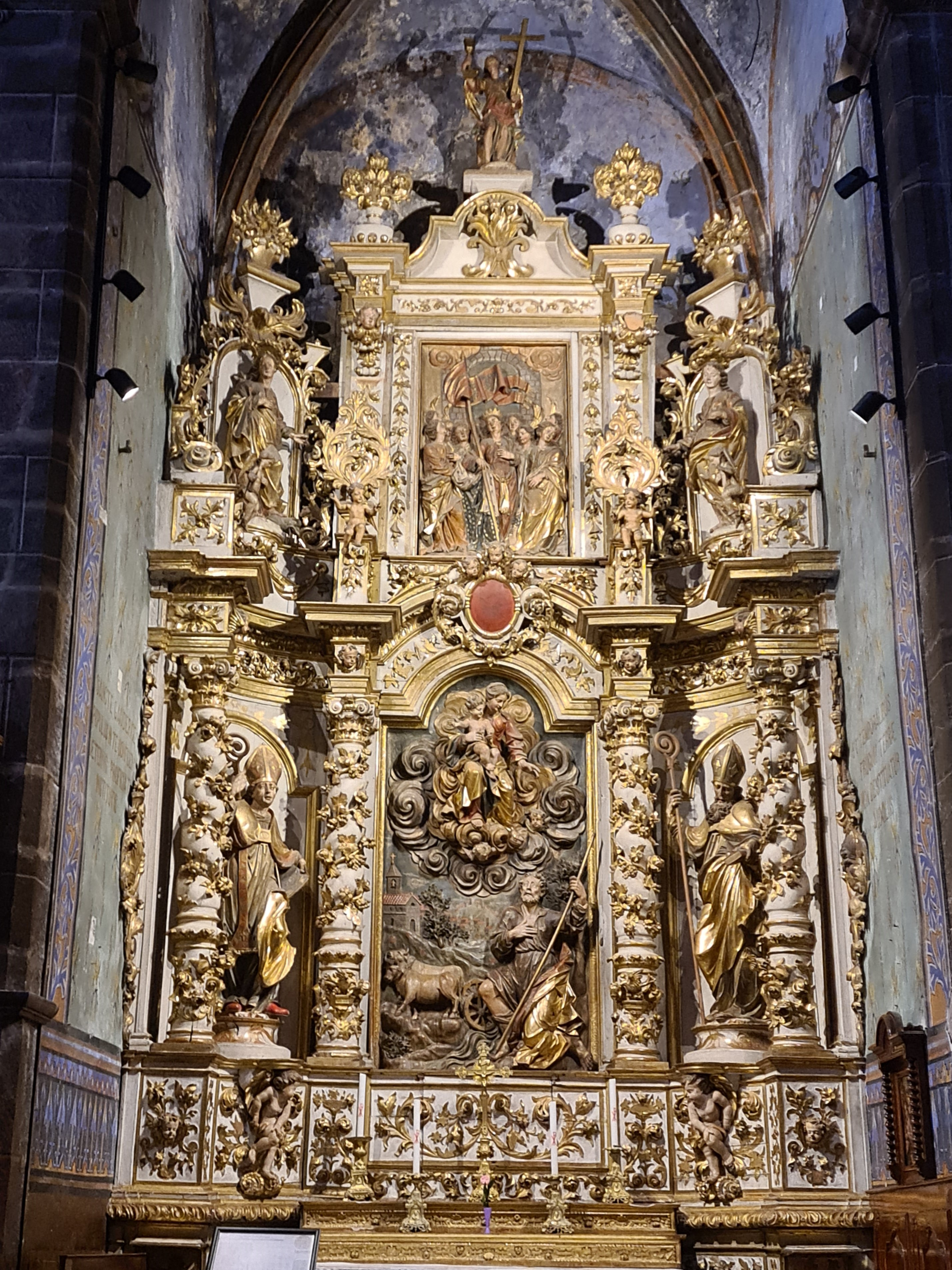
Retable de saint Gaudérique (1714)

La chapelle Notre-Dame des Victoires. La clé de voûte représente saint Crépin et saint Crépinien patrons des cordonniers et des tanneurs, c'est l'ancienne chapelle de cette confrérie. Le retable baldaquin de 1866 porte la statue de Notre-Dame des victoires encadrée de sainte Anne et sainte Germaine,.

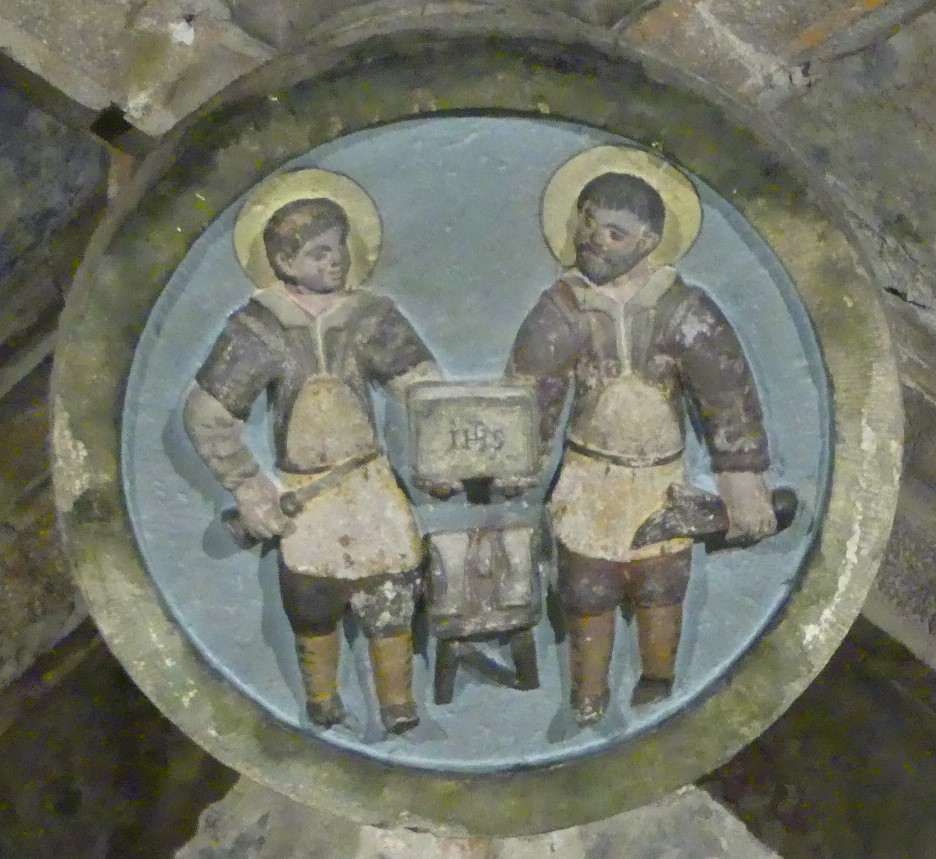
saint Crépin et saint Crépinien

La chapelle du Mont Carmel. La clé de voûte de saint Éloi patron des orfèvres, forgerons et serruriers montre que primitivement la chapelle est celle de cette confrérie. Dans la niche centrale du retable de 1778 est placée la statue de Notre-Dame du Mont-Carmel (1866); au-dessus le Jean-Baptiste est encadré par saint Benoît et sainte Scholastique présents sur le retable à l'origine. À la base un panneau sculpté d'origine illustre le purgatoire et les âmes au-dessus des flammes implorant la Vierge,.

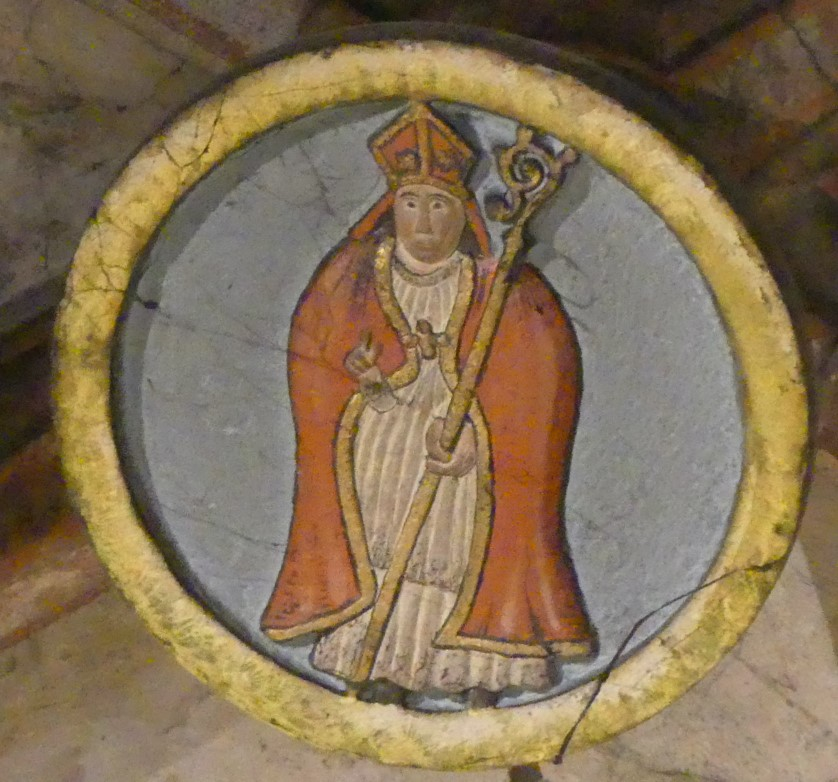
Clé de voûte saint Éloi de la chapelle du Mont Carmel
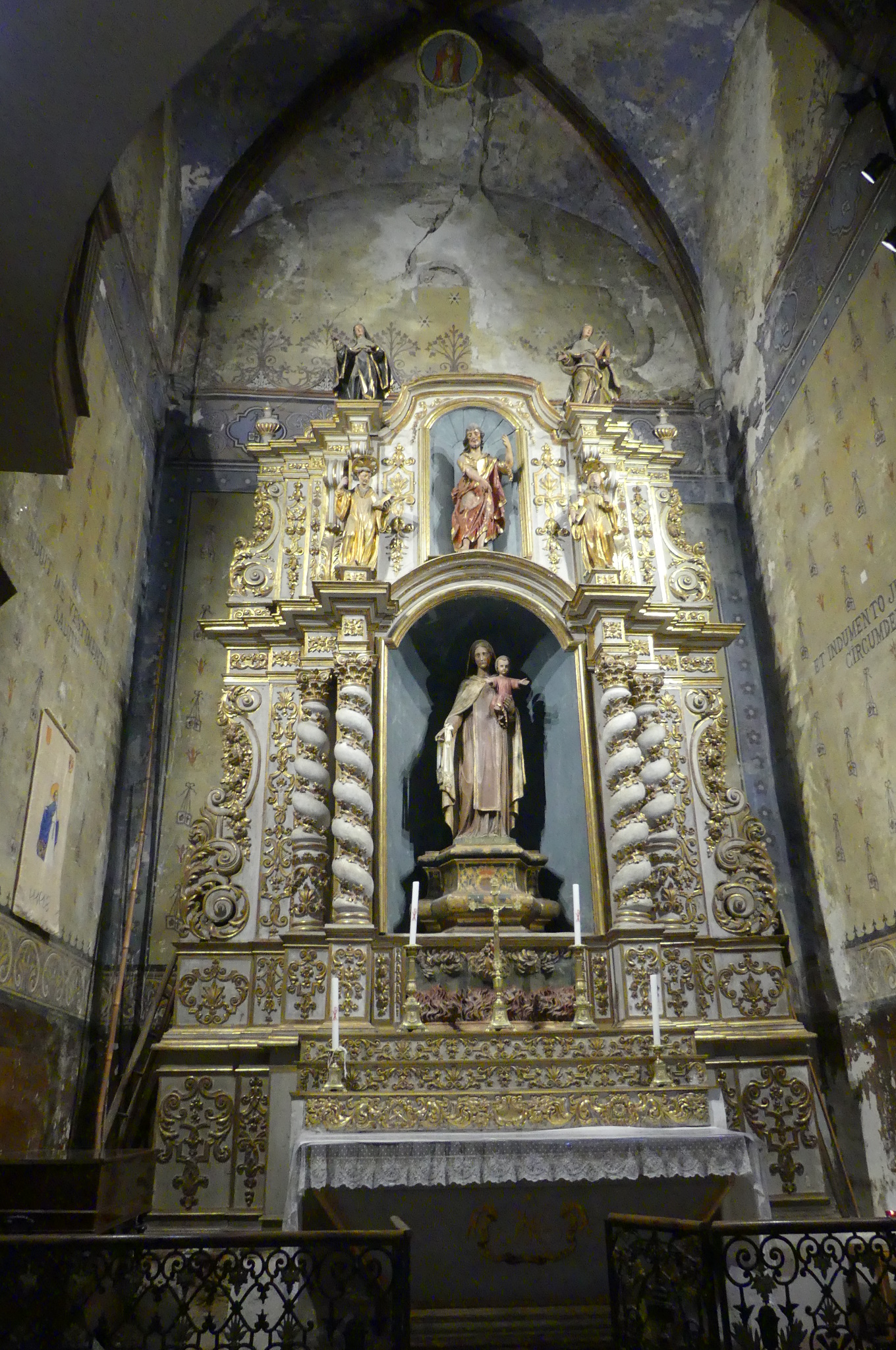
Retable du Mont Carmel (1778)
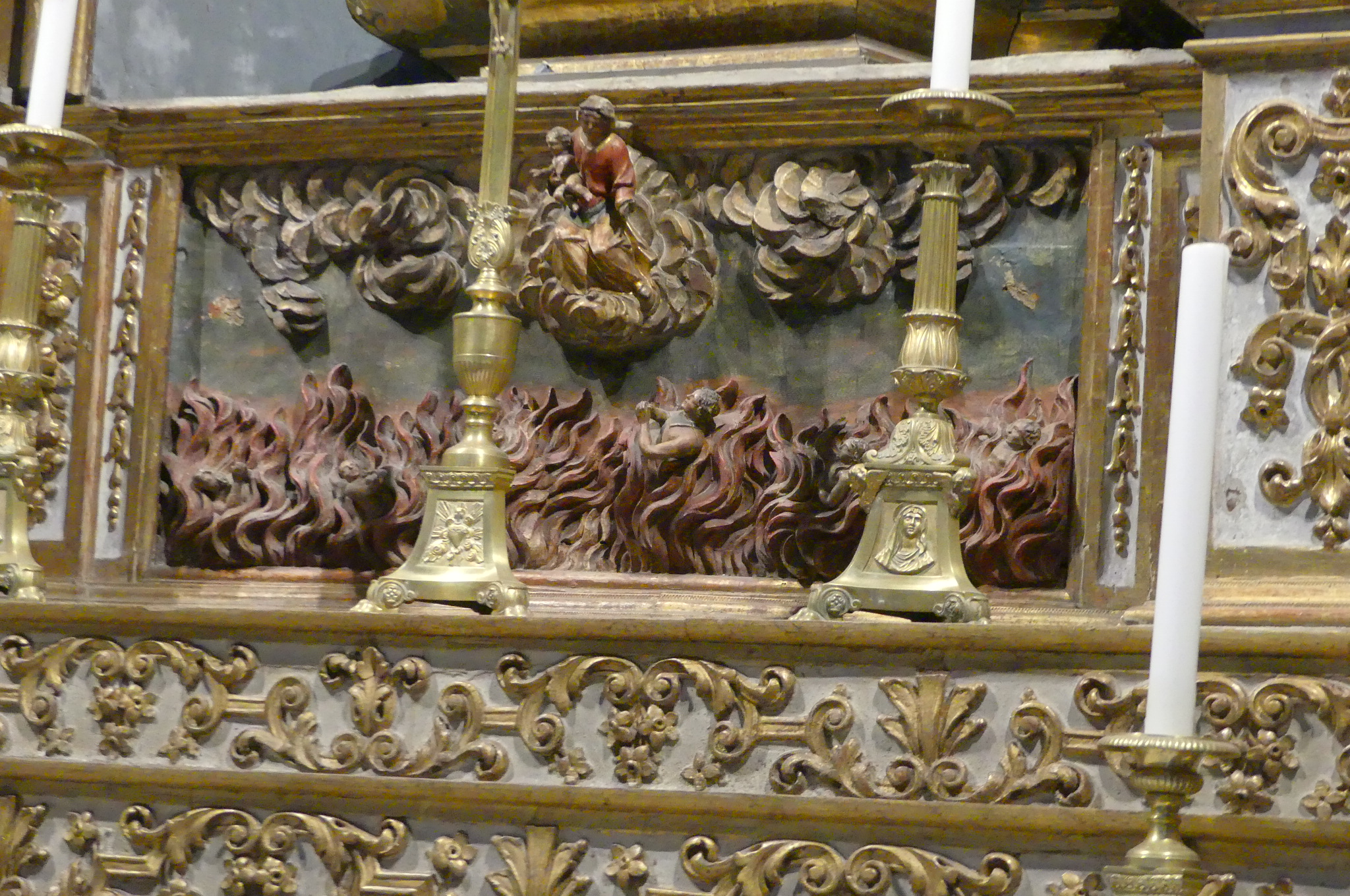
Le purgatoire (1778) les âmes au-dessus des flammes implorent la Vierge

La quatorzième chapelle. Au flanc de la chapelle du Saint Sacrement cette chapelle du XIXe après avoir été transformée en chaufferie est aménagée en 1999 pour accueillir les reliquaires du trésor. Les murs peints relatent la vie de saint Pierre Orseolo ((† 987). Elle est accessible dans le circuit de visite du trésor.

#### Mise au tombeau
la mise au tombeau est attribuée à Joseph Sunyer, datée de la fin du XVIIe elle comprend les huit personnages traditionnels : la Vierge Marie entre jean et Marie Madeleine, Marie Salomé, Marie mère de Jacques et à la tête et aux pieds du Christ supplicié Nicodème et Joseph d'Arimathie. Cette dévotion au Sépulcre est très présente dans le Conflent où cinq autres églises possèdent encore une mise au tombeau,. Depuis 2011 une grille réalisée et posée par le ferronnier d'art M. Nassali protège le groupe sculpté,.

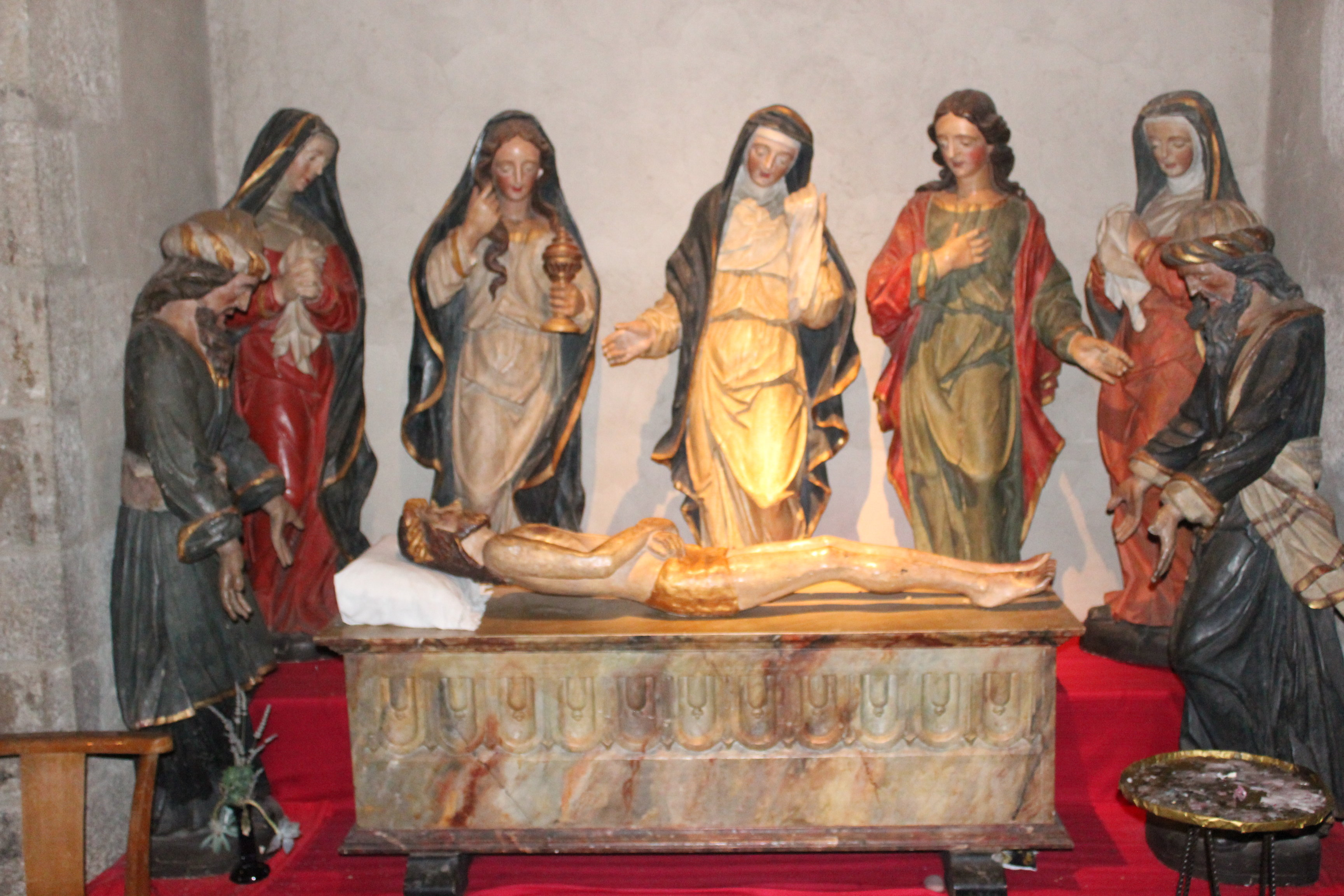
Mise au tombeau
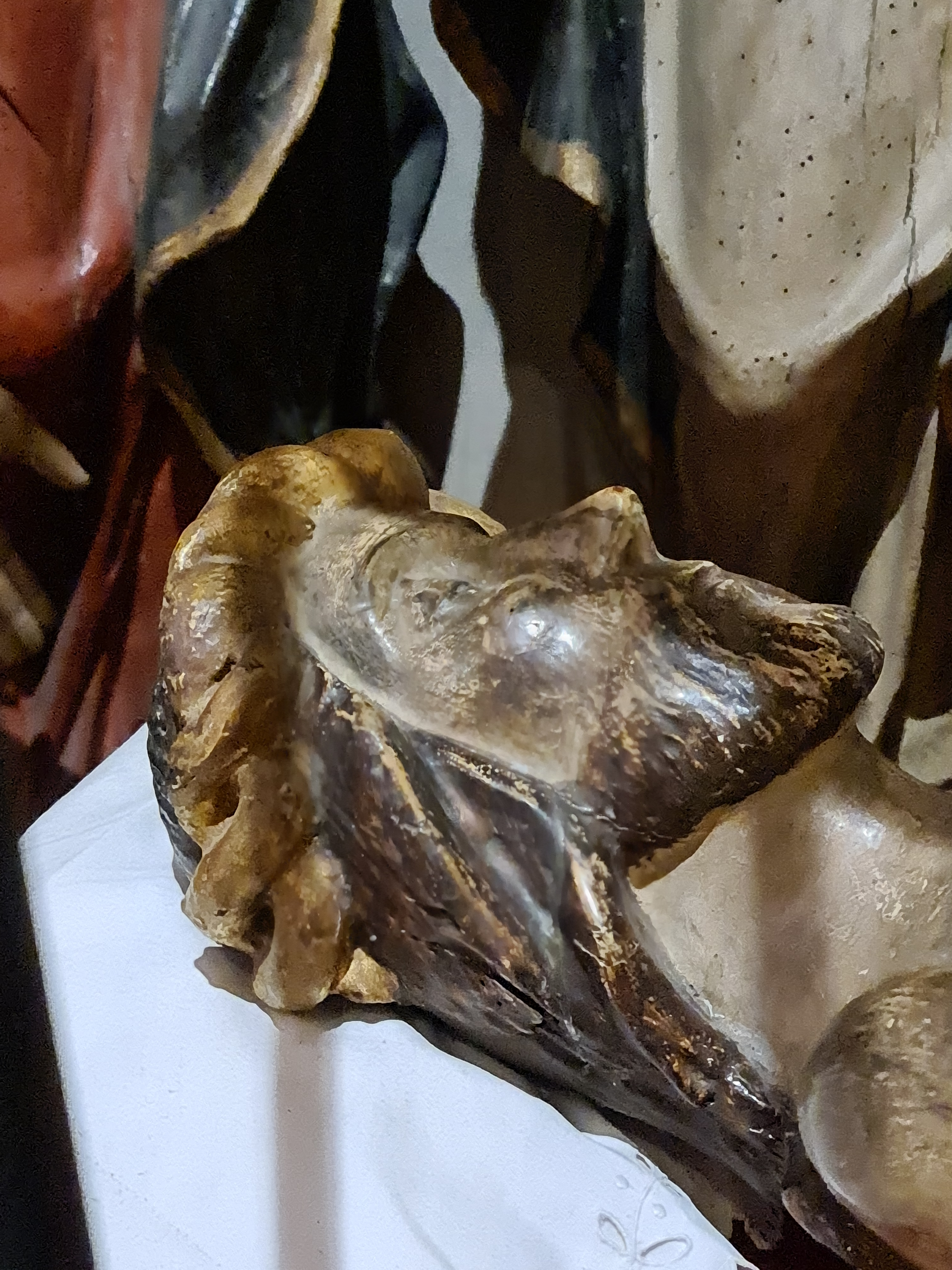
La tête du Christ

#### Orgue
Un orgue de facture catalane est installé dans la chapelle du Rosaire, il est détruit à la Révolution.
L'orgue, construit par Honoré et Antoine Grinda en 1818, est un orgue de tribune installé au-dessus de l'entrée sur le mur occidental. La console comporte 35 jeux sur trois claviers manuels (positif, 9 jeux ; grand orgue, 12 jeux ; récit, 5 jeux) et un pédalier à l'allemande (9 jeux). Il est restauré par la firme Danion - Gonzalez en 1960 puis par la Manufacture Languedocienne de Grandes Orgues en 1993. Joué par des organistes prestigieux il est apprécié des mélomanes à l'occasion du festival Pablo Casals. Derrière l'orgue la peinture murale L'exaltation de Saint Pierre de Léo Polge orne le mur occidental. La partie instrumentale est classée monument historique depuis 1955.

#### Mobilier
À droite en entrant dans la nef, la grande cuve baptismale monolithe en marbre rose du XVIIIe siècle vient de Saint-Michel de Cuxa. Une chaire à prêcher du XVIIIe siècle en bois fruitier est classée.

## Trésor
Le trésor, accessible au public par un accès rue de l'Église au pied du clocher, rassemble le trésor de l'église mais aussi celui de l'abbaye Saint-Michel de Cuxa à la Révolution française avec en particulier les nombreux reliquaires qu'elle avait accumulé en sept siècles de celui de Pierre Orseolo, doge de Venise († 987), saint Nazaire à saint Gaudérique. Dans l'ancien logis du sacristain sont exposés du mobilier liturgique, calices, patènes, ostensoirs, crucifix, des statues médiévales et des vêtements sacerdotaux.

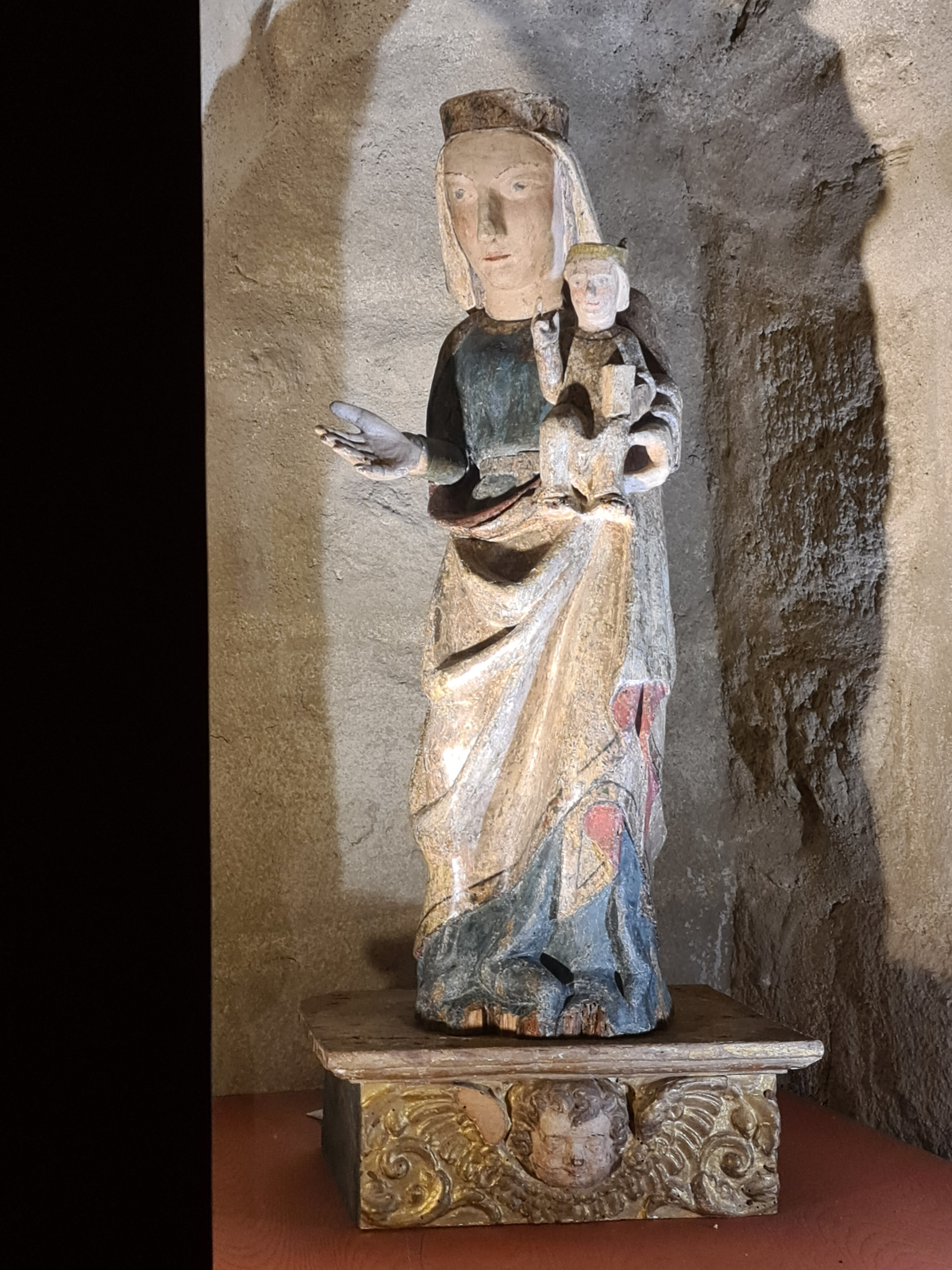
Notre-Dame de la Volta venant de la chapelle basse du clocher
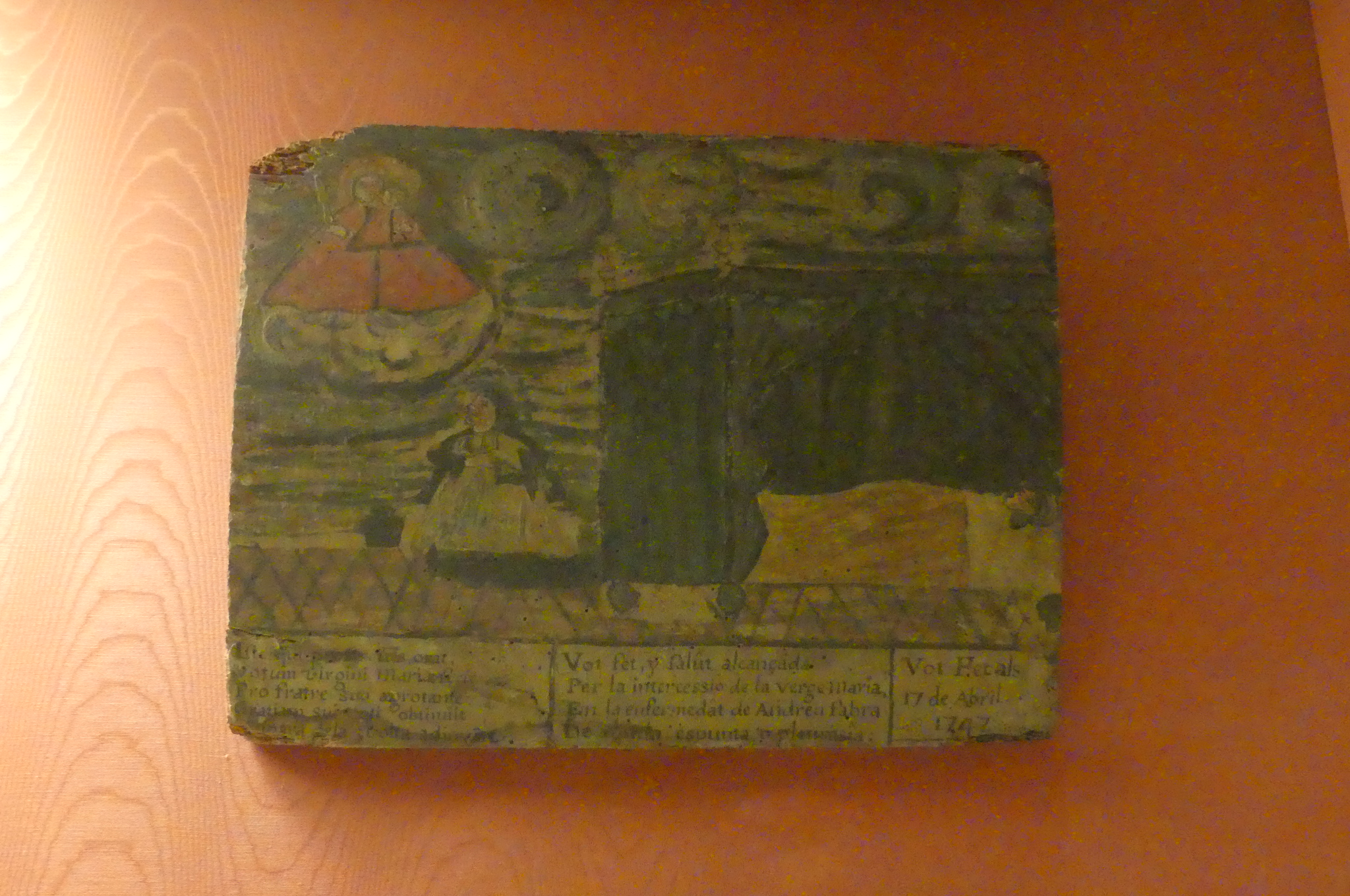
Ex voto (1747)
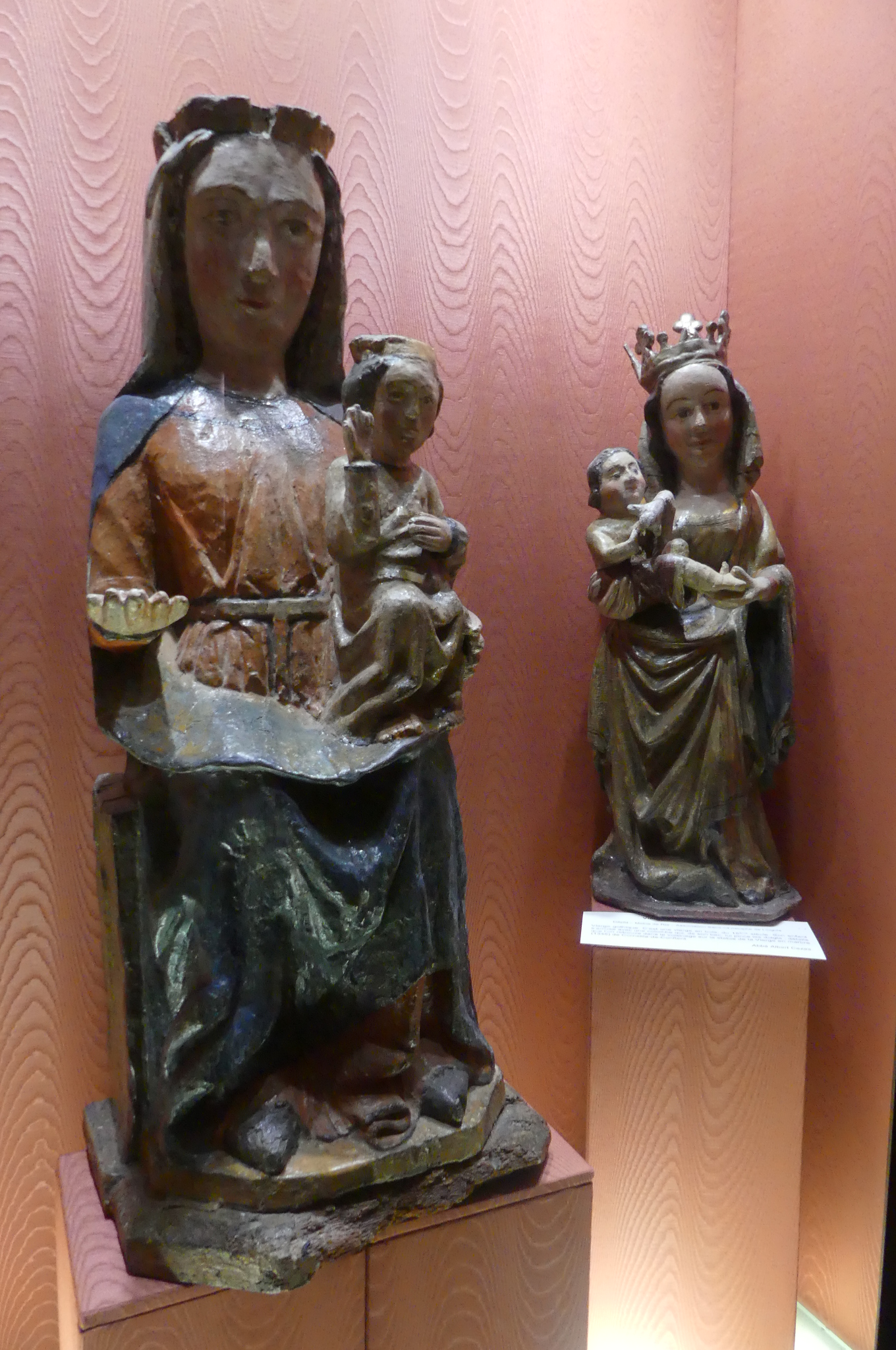
Nostra Senyora del Bon Sort 14e et Vierge à l'Enfant (la colombe pince le doigt de l'enfant) 15e dépôt de la mairie de Ria-Sirach
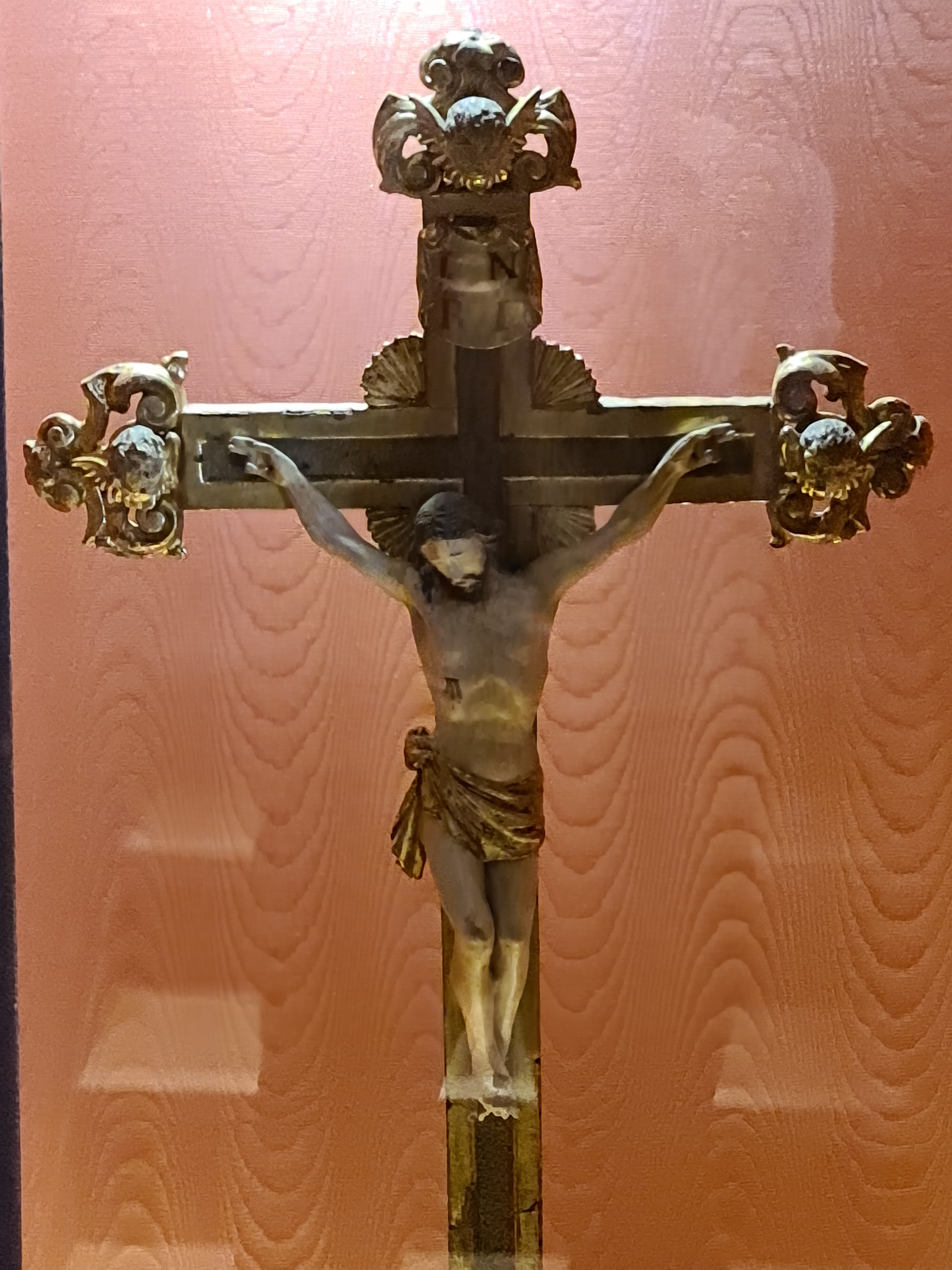
Crucifix
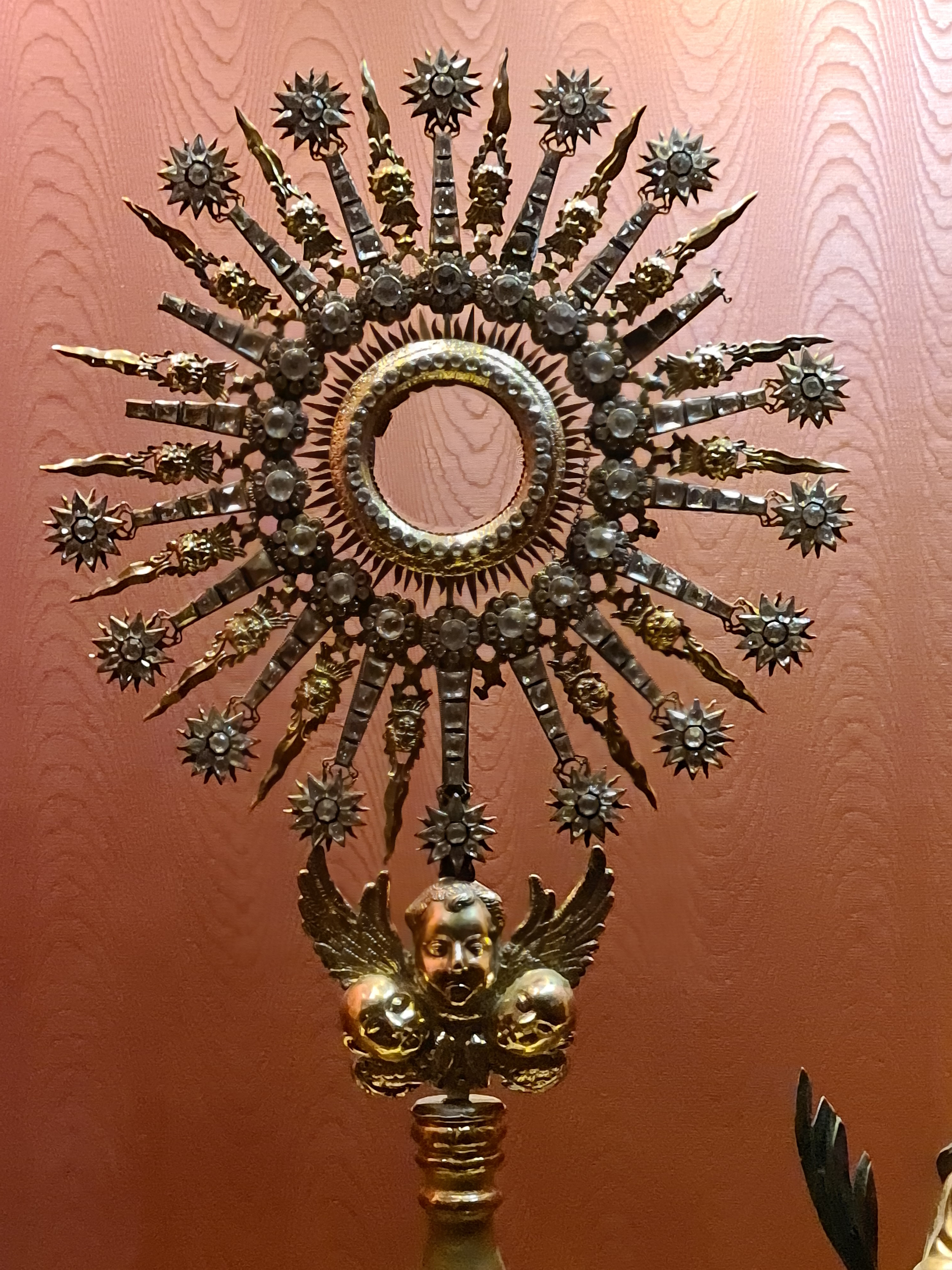
Ostensoir (1759)

Après le passage par la chapelle Saint Benoît, son grand retable XVIIe et la cadireta début XVIIIe on accède à la chapelle des reliques. Elle illustre avec ses peintures murales la vie de Pierre Orseolo, ce doge qui finit sa vie moine de l'abbaye de Cuxa en 988, sa chasse y est exposée. Parmi les nombreux bustes reliquaires, les plus anciens sont ceux de saint Nazaire et de saint Valentin du XVe siècle, celui de saint Valent de 1691. À la suite de la fonte de nombreux reliquaires à la Révolution française beaucoup sont refaits, celui de saint Gaudérique de 1805 est l'œuvre de François Boher. D'autres reliques sont dans des bras-reliquaires ou des chasses.

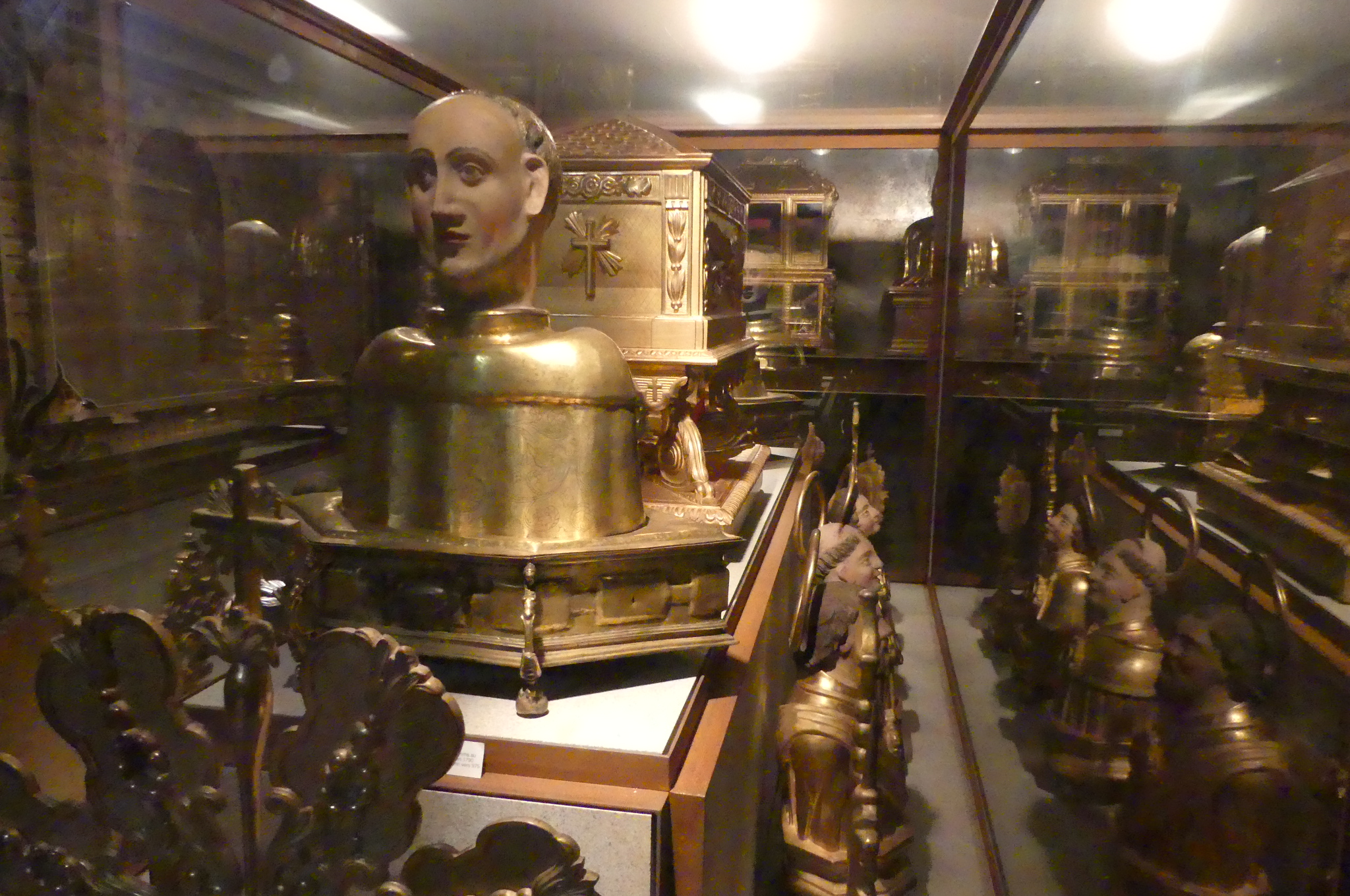
Saint Nazaire 15e
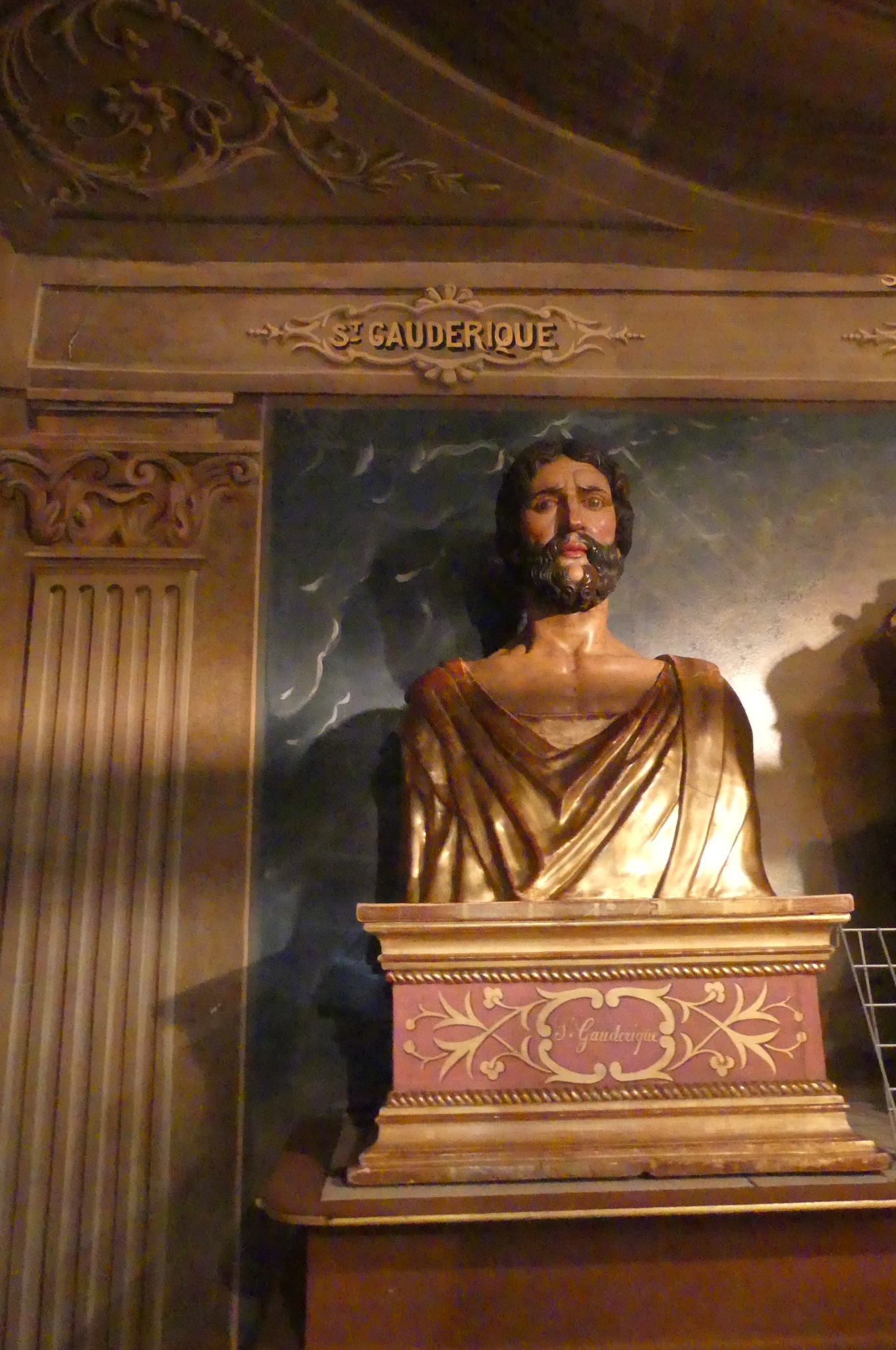
Saint Gaudérique, F. Boher 1805
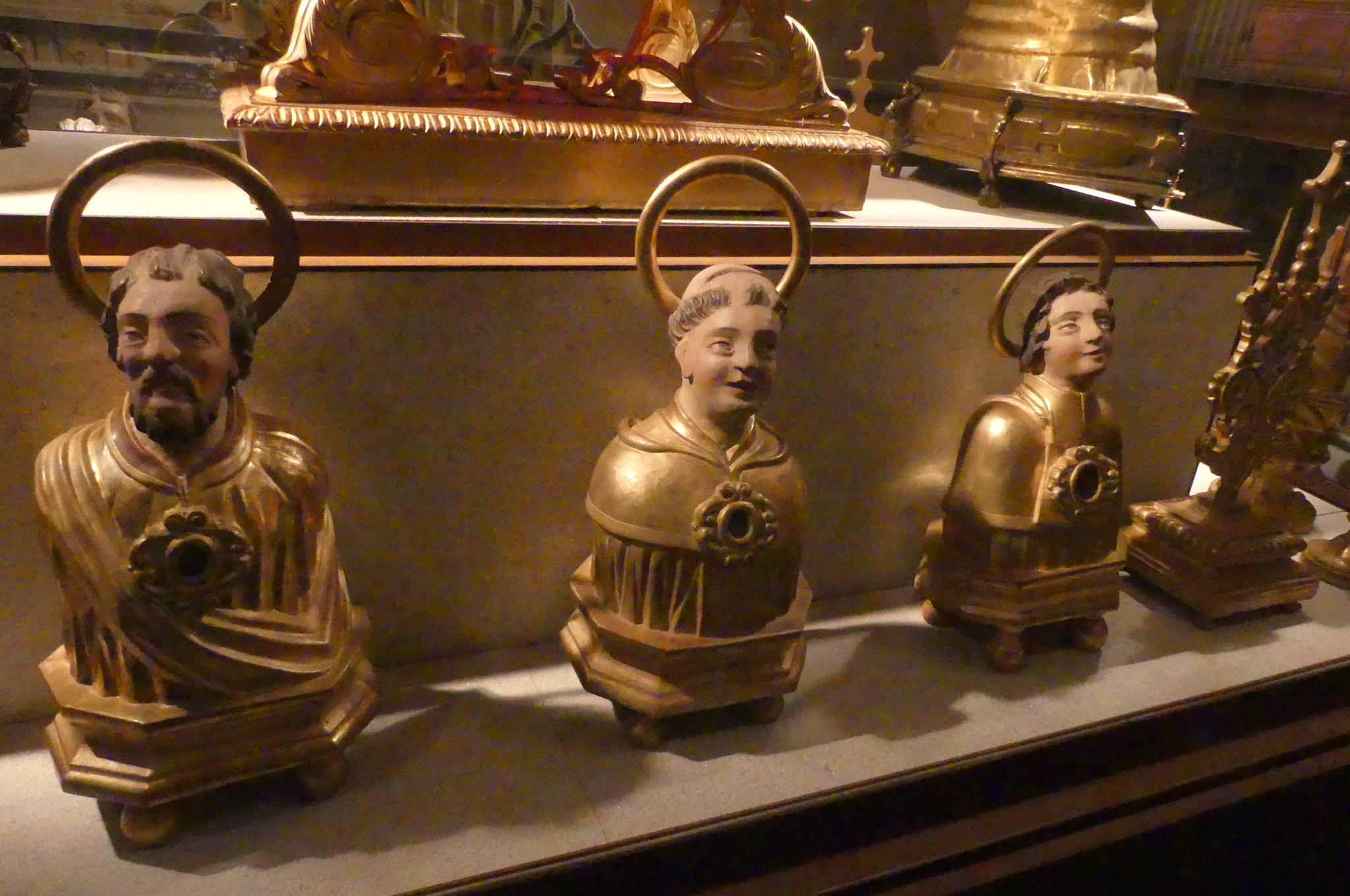
bustes reliquaires
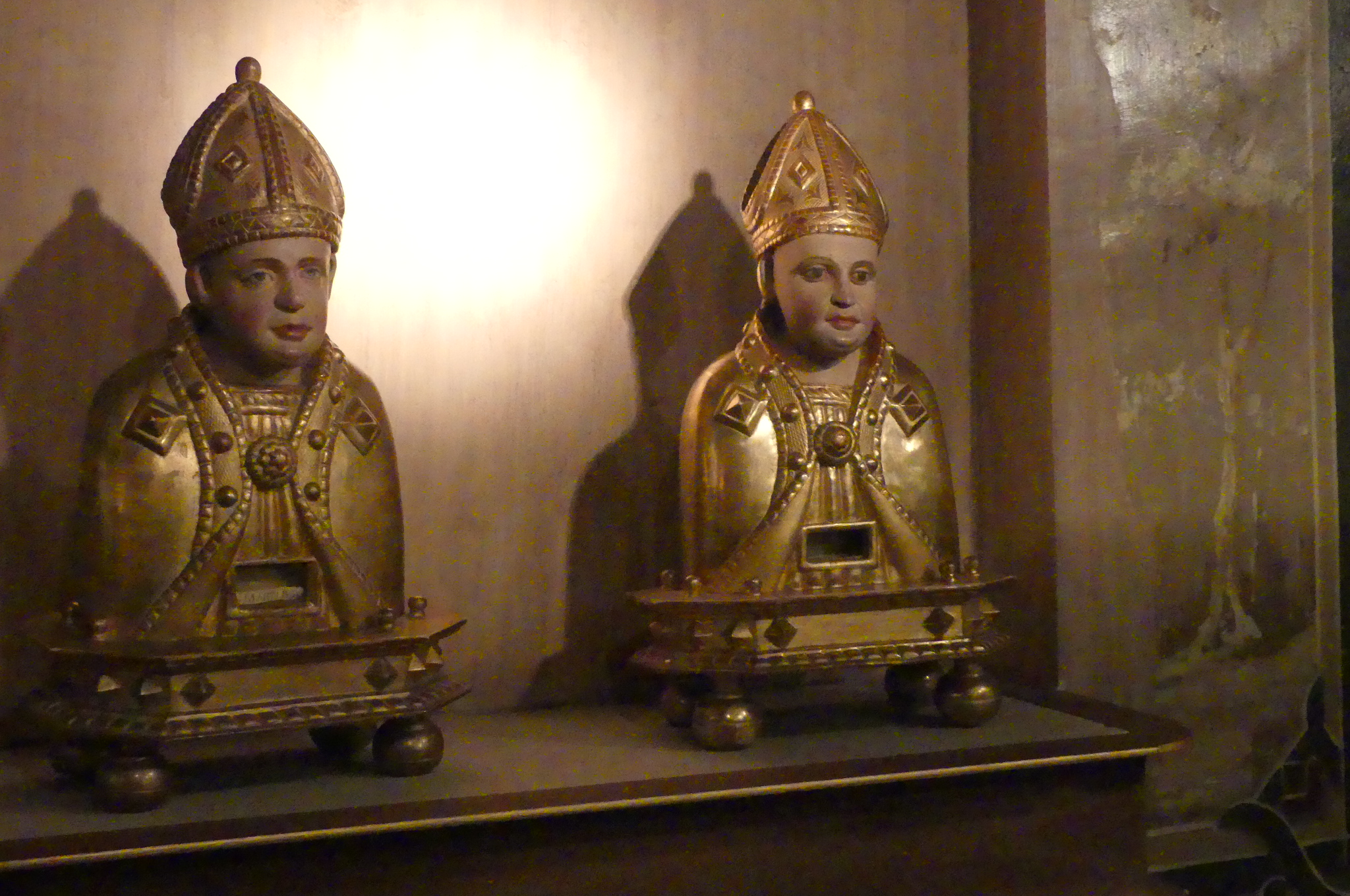
Saint Martin et saint Fulgence
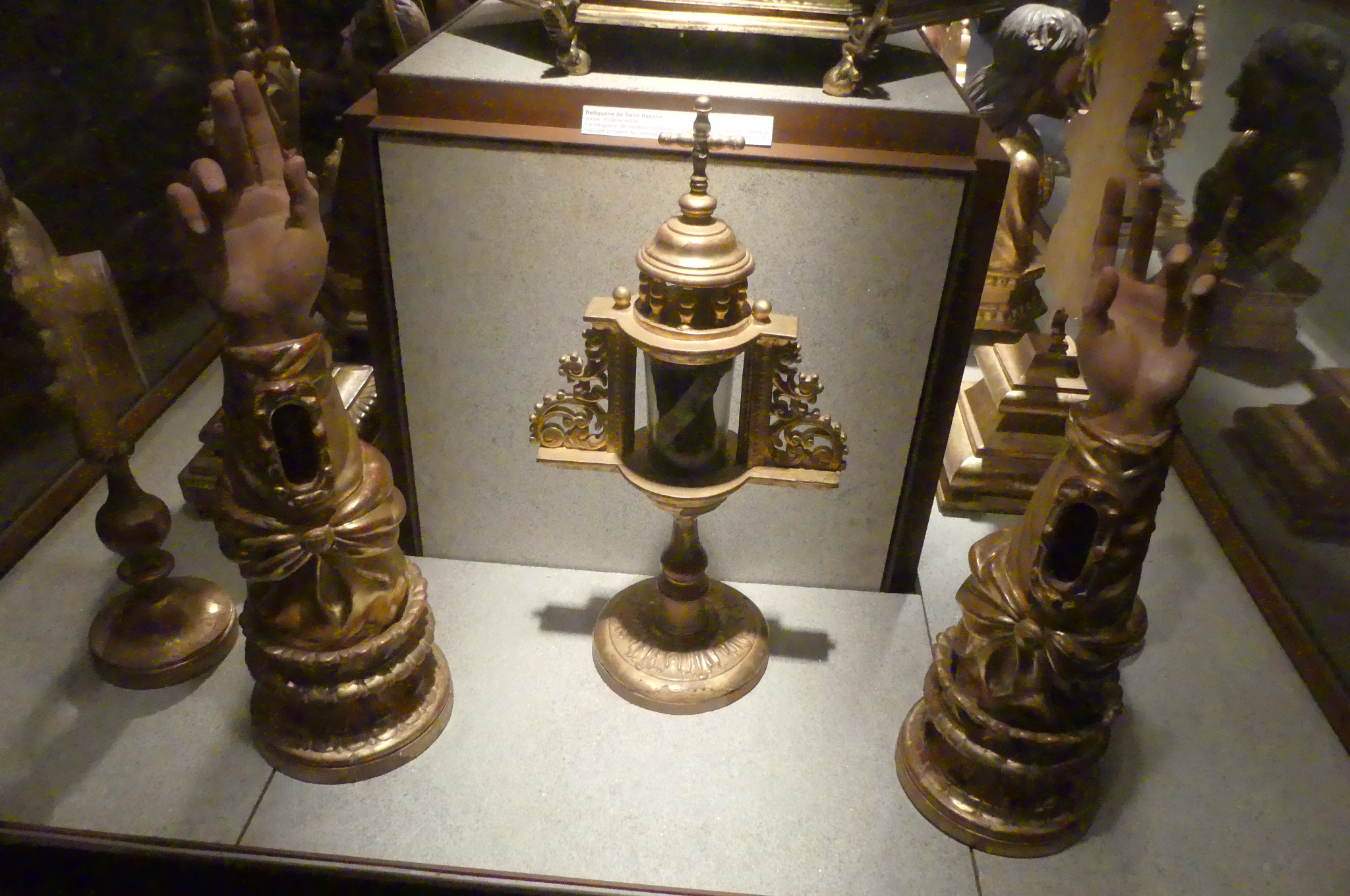
Bras reliquaires
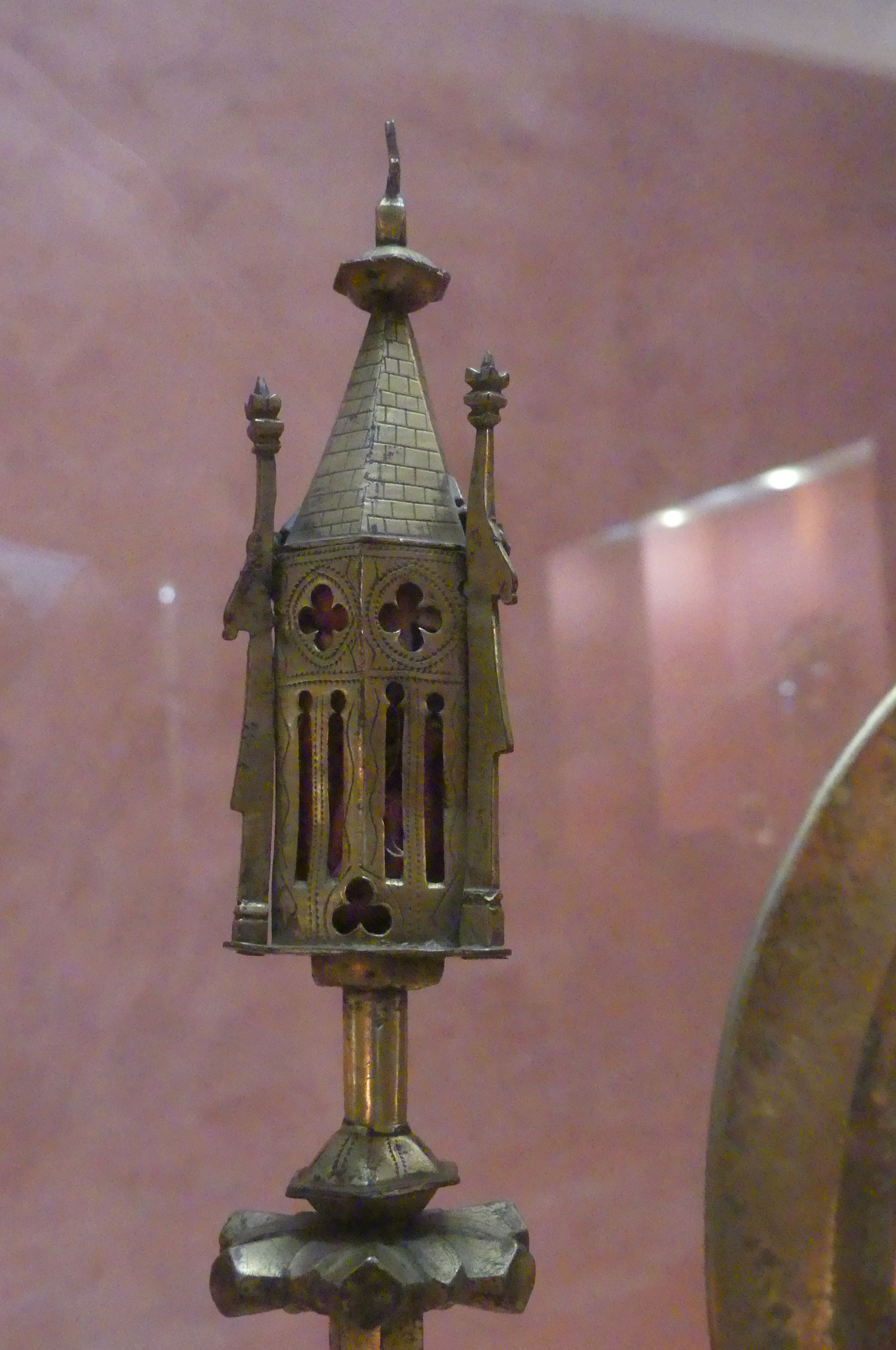
reliquaire de sainte Lucie (vient de l'ancienne église du rosaire)